# 옥천 누층군

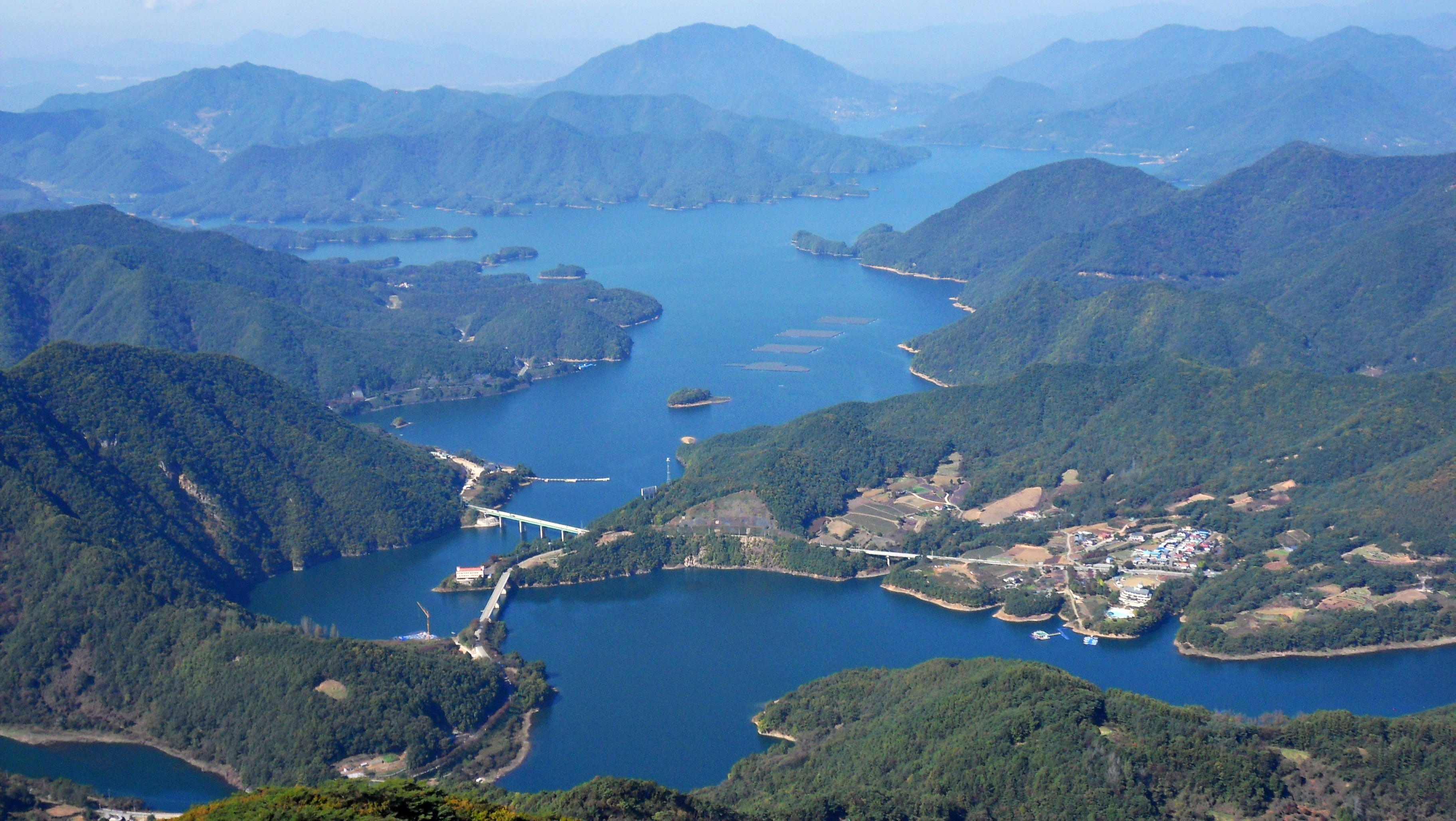
충주호 일대에는 옥천 누층군이 분포한다.

옥천 누층군(沃川 累層群, Okcheon supergroup)은 한반도를 북동-남서 방향으로 가로지르는 옥천대 충청 분지에 분포하는 선캄브리아기 또는 고생대의 변성퇴적암 지층이다. 이 지층은 심한 변형 작용을 받아 화석이 별로 없고 구조적 해석이나 방사능 연대 측정도 어려워 아직까지도 퇴적 시기에 대한 논란이 있는 지층이다. 옥천 누층군의 점판암 내에는 우라늄이 함유되어 있으며 이 우라늄에 의해 충청도 일부 지역에서 방사능 수치가 상대적으로 높게 나온다.

## 개요

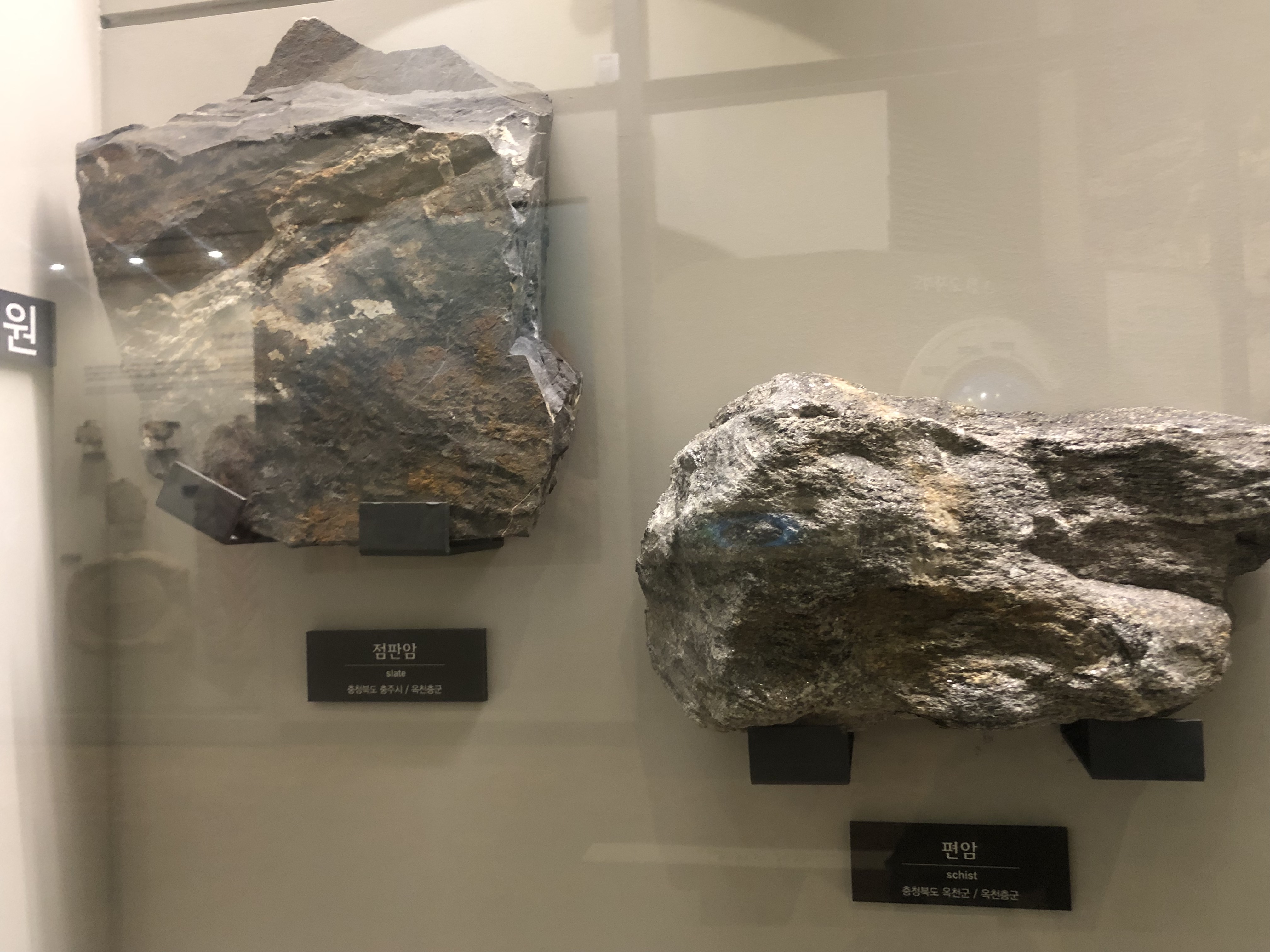
국립중앙박물관에 전시된 옥천 누층군 점판암과 편암

옥천대(Okcheon Belt) 또는 옥천 습곡대(Okcheon folded zone)는 한반도를 북동-남서 방향으로 가로지르는 습곡-단층대로서, 너비는 50 km 이상, 연장은 350 km 이상이다. 옥천 습곡대는 조선 누층군과 평안 누층군이 분포하는 북동부의 태백산분지와 옥천 누층군이 분포하는 남서부의 충청 분지로 나누어진다. 옥천 누층군은 점판암과 천매암 등 변성된 퇴적암으로 구성된다. 옥천 누층군이 분포하는 충청도 지역에서는 옥천 누층군의 점판암이 엽리를 따라 판상으로 쪼개지는 점을 이용해 점판암을 가공해 가옥의 지붕이나 담장, 축대, 구들장으로 사용하고 있으며 지붕이 점판암으로 된 집을 돌너와집, 돌기와집, 청석집, 슬레이트집이라 부른다.

## 옥천 누층군의 우라늄과 방사능
옥천 누층군 내 탄질 흑색 점판암에 우라늄이 함유되어 있다는 사실은 1956년 중앙지질광물연구소의 조사에서 처음 알려졌으며 그 이후 우라늄의 개발 가능성을 밝히기 위해 여러 지화학적, 광물학적 조사가 수행되어 왔다. 옥천 누층군 내 우라늄 광화대는 괴산군을 기점으로 보은군, 옥천군을 거쳐 대전광역시 서남부까지 이어져 있다. 충청북도 괴산군 지역의 옥천대 하부천매암층은 우라늄 함량이 높은 지층이 있는 것으로 알려져 있다. 이 지역은 1972~1986년 우라늄 광상 확보를 위해 정밀 지화학탐사와 시추 탐사가 한국지질자원연구원에 의해 수행된 바 있다. 옥천 누층군의 일부인 구룡산층은 우라늄을 함유한 흑연질 점판암으로 옥천대 내에서 90 km 이상 연장되며, 우라늄 함량 최고치가 294 ppm인 것으로 보고되었다. 충북과 충남에서 저품위 40~660만 톤의 우라늄 매장량이 보고되었다. 현재 우라늄광산은 충북의 3개, 충남의 4개 광산에서 우라늄이 개발된 기록이 있다. 시추탐사 결과 우라늄 매장량이 가장 큰 광상은 괴산군 덕평리 광상이며 매장량은 10,696,000 M/T이다.

### 방사능 원소와 함량
- 소칠섭과 강정극(1978)은 옥천층군 100개 시료의 흑색 탄질 점판암의 광물조성과 우라늄의 상관 관계를 분석하여 탄소와 우라늄의 높은 상관관계를 밝혔다.[7]
- 이민성과 전효택(1980)은 지화학 자료를 통계 분석하여 흑색 점판암에서는 우라늄, 몰리브데넘, 고정탄소, 저질탄 중에는 우라늄, 바나듐, 고정탄소 사이에 높은 상관관계가 있음을 밝혔다.[8]
- 윤석규(1984)는 대전광역시 서남부 추부-진산 지역의 우라늄 광상 연구에서 우라늄, 몰리브데늄, 고정 탄소 사이에 높은 상관 관계를 밝혔으며, 안정동위원소분석에서 우라늄 광상은 유기물과 황이 풍부한 퇴적 환경에서 생성되었다고 해석하였다. 우라늄 광물로 메타우라노서사이트(metauranocircite)를 기재하였다.
- 이진수 외(1996)에 의히면 충주시 대소원면 탄용리 지역에 분포하는 옥천 누층군 흑색 셰일의 방사능 수치는 최고 240 cpm(Counts per minute, 분당계수치)이며 우라니나이트가 확인되었고 우라늄은 흑색 셰일에서 20, 56 ppm까지 부화된 것으로 나타나 이 지역은 괴산군 덕평리 및 금산군 추부면 지역과 함께 우라늄 광화대의 연장선 상에 놓인 것으로 추정된다. 산의 토양에서 우라늄 함량은 최대 14.0 ppm이다.[9]
- 이진희 외(1996)에 의하면 보은군 회남면 지역 흑색 점판암의 지화학 분석 결과 우라늄 0.5~460 ppm, 토륨 2~35 ppm, 바나듐 123~8112 ppm, 몰리브데넘 1~1400 ppm이 함유되어 있다.[10]
- 소방방재청의 보고서(2006)에 의하면 옥천 습곡대 834개 지역 지표방사능 측정 결과 우라늄 0.6~287 ppm, 토륨 4~102 ppm, 칼륨 농도는 0.6~10.6 %이며 509개 지점 기반암 시료의 우라늄 함량은 0.07~308 ppm (최대값은 탄질점판암에서 산출), 토륨 함량은 4~60 ppm이다. 옥천대 지역의 토양 내 우라늄 농도를 조사 결과, 괴산지역 0.6~202 ppm, 보은지역 0.1~233 ppm, 금산지역 0.6~308 ppm 등 비교적 높은 함량이 검출되었으며, 일부 지역에서는 최대 700 ppm이 검출된 경우도 있었다. 국내 흑색셰일에는 괴산, 보은, 금산 등의 지역에서 0.10~308 ppm의 농도범위를 가진다. 토양가스의 라돈 농도는 126~2542 pCi/L이며 평균 함량은 흑색 점판암이 가장 높은 것으로 나타났다.  대전-금산지역은 우라늄의 독성 위해도가 존재하는 것으로 나타났다.[11]
- 이길용 외(2009)는 금강 유역 기반암 지역 토양의 자연방사선량을 조사하였다. 토양 내 라듐-226, 악티늄-228 및 칼륨-40의 수치는 다음과 같다. 라듐-226의 평균값은 변성퇴적암 지역이 가장 높게 나타났으며 특히 수양리 한 지점의 토양에서 타 지역에 비해 월등히 높은 485 Bq/kg이 나타났다.[12]

| 지역                            | 라듐-226   | 악티늄-228 | 칼륨-40  |
| ------------------------------- | ---------- | ---------- | -------- |
| 금산군 복수면 수양리 변성퇴적암 | 81.6~485.0 | 79.4~157   | 639~1280 |
| 금산군 복수면 목소리 석회암     | 43.7~72.5  | 50.9~138.0 | 740~1050 |

- 조남후(2012)에 의하면 금산군 복수면 수영리 일대에서는 점판암 내 탄질성분이 우세한 부분에 우라늄 광체가 집중되며 이는 점판암의 층리 방향과 거의 평행하다. 흑색 점판암과 탄질점판암의 우라늄 함량은 1.76~82.50 ppm 및 2.20~72.55 ppm이며 구리, 바나듐, 몰리브데넘은 우라늄과 함께 농집된 것으로 추정된다. 이 지역 우라늄 광상의 형성에는 열수의 영향이 있었던 것으로 보인다. 이곳에서는 과거 굴진한 흔적이 있는 폐갱도와 폐석 더미가 발견되었다.[13]
- 최미나(2012)는 옥천대 중부 청주시 미원면 미원리, 청천면 귀만리, 보은군 판장리 및 금산군 추부면 지역의 흑색 및 탄질점판암의 지화학적 특성을 조사하였다. 우라늄 함량은 흑색 점판암이 평균 4 ppm, 탄질점판암이 평균 37 ppm으로 판장리 지역에서 최대 123 ppm으로 가장 높게 나타났다. 탄질점판암 시료의 207Pb/206P 연대는 덕평리 299±75 Ma, 판장리 206±150 Ma로 두 지역은 고생대 말과 중생대 초에 우라늄 광화 작용이 일어났던 것으로 추정되었다. 우라늄을 함유한 점판암은 해저의 열수 환경에서 침전된 것으로 보인다.[14]
- 전순원(2015)은 흑색셰일 분포지역에 위치하는 보은군 회남면 보은광산(N 36°26'32", E 127°36'23") 주변의 우라늄과 중금속 농도를 조사하였다. 광산폐기물 적치장 주변 토양의 평균 우라늄 함량은 174.8 ppm이며 자연방사능 측정 결과 최고치는 시간당 2.25 µSv, 연간 19.71 mSv으로서 타 지역에 비해 자연방사능이 매우 높은 수준으로 나타났다.[15] 참고로, 일본에서 실외 활동 제한의 기준이 되는 방사선량은 시간당 3.8 µSv, 이란 람사르 지역의 자연 방사선은 연간 10.2 mSv이다.[16]

### 괴산군 덕평리의 우라늄
충청북도 괴산군 청천면 덕평리 지역은 옥천대 옥천 누층군의 대표적인 우라늄 광화대 지역으로, 옥천 누층군의 흑색 (탄질)점판암이 분포하는 이 지역에서는 함우라늄층이 산능성이를 따라 연장 1.5 km, 폭 0.32 km, 두께 7~8 m의 렌즈상으로 분포하여 국부적으로 우라늄의 함량이 타 지역에 비해 매우 높게 나타나는 것으로 보고되어 있다.
- 김태순 외(1978)에 의하면 덕평리 지역에서 우라늄 광상에 의한 자연 방사능의 영향을 조사한 결과 토양에서 타 지역보다 높은 10~30 ppm 이상이 함유되어 있고 현지에서 생산된 농작물의 우라늄 평균 함량은 깨 0.99 ppm, 감자 0.92 ppm, 벼 0.6 ppm, 콩 0.52 ppm, 보리 0.37 ppm, 옥수수 0.26 ppm이며 덕평리 주민 1인이 하루에 섭취하는 우라늄의 양은 247.3 마이크로그램인 것으로 측정되었다.[17]
- 최선경 외(1999)에 의하면 덕평리 지역에서 함우라늄 흑색 셰일에 기인한 표토 시료를 채취한 결과 논 118 ppm, 밭 109 ppm, 산 221 ppm, 광미시료 299 ppm, 산토양 시료에서 725 ppm에 이른다.[18]
- 김영환(2000)에 의하면 덕평리 지역 시료들의 전암 화학 분석 결과 흑색 점판암에는 각종 희유(稀有)금속의 원소들이 농집되어 있는데, 원소별 최대 농도는 바륨 7.2 wt. %, 몰리브데넘 1112 ppm, 우라늄 650 ppm, 아연 2585 ppm, 바나듐 4111 ppm, 이트륨 253 ppm으로 측정되었다. 그리고 흑색 점판암의 구성 광물 중에는 우라늄 광물인 우라니나이트(섬우라늄석), 제노타임, 우라노서사이트가 포함되어 있다.[19]
- 이종윤 외(2002)에 의하면 덕평리 지역 함우라늄 흑색셰일 내 우라늄 함량은 총 349 ppm이며 대부분 탄산염과 유기물질 및 황화물에 수반되어 나타난다.[20]
- 신동복과 김수정(2011)에 의하면 덕평리 지역 탄질점판암의 우라늄 평균 함량은 360 ppm, 최고 1101 ppm (1kg당 1.1g)을 함유한 것으로 측정되었으며 이는 동 지역의 흑색 점판암의 우라늄 함량(1.3~21.3 ppm)보다 매우 높다.[21]
- 김수정(2012)에 의하면 덕평리의 흑색 및 탄질점판암에서 우라늄 광물인 토라이트, 에카나이트, 우라니나이트가 산출된다. 우라늄 광화대에는 백금족 원소가 수반되며 우라늄 광화작용은 해저의 고온 환경에서 생성된 것으로 해석되었다.[22]

### 지표자연방사선량
자연 방사선 피폭량의 세계 평균은 2.4 mSv/y 정도로 저농도의 자연 방사능이라도 장기간 노출되면 폐암, 골수암 및 면역체계 감퇴 등 질병 유발 가능성이 높아진다고 알려져 있으나 해외의 자연 방사능이 상대적으로 강한 지역에서 피폭의 영향으로 생각되는 암 발생률의 증가는 나타나지 않았다. 야외 활동을 하는 사람은 지표 아래 30 cm 내의 토양이나 암석으로부터 유래하는 감마선에 노출되어 있다. 일반인의 옥외 유효선량 한도는 1 mSv/y이며, 방사능 농도는 IAEA(2003)에 의해 추천된 Conversion factor에 의해 1%의 40K은 313 Bq/kg, 1 ppm의 238U은 12.35 Bq/kg, 1 ppm의 232Th은 4.06 Bq/kg인 것으로 환산된다.
- 전재식과 오희필(1990)에 의하면 대전광역시 지역의 지각 방사선량에 의한 년간 실효선량은 564±4 µSv으로 나타났다.[26]
- 소방방재청(2006)은 옥천대 괴산군, 보은군, 금산군, 대전광역시 등 440개 지점의 지표방사능을 측정하였다. 괴산군의 심부선량은 평균 0.44 mSv/y, 최대 5.32 mSv/y이며 청천면 대전리에서 1.2~5.3 mSv/y, 덕평리에서는 3.2~3.9 mSv/y의 높은 심부선량을 보였다. 그 외의 지역에서는 3 mSv/y 이하의 값을 보였다. 일반인의 연간 권고선량인 1 mSv/y를 초과하는 곳이 괴산군에서 5곳, 보은군에서 1곳, 대전 지역이 2곳(2 mSv/y)인 것으로 드러났다. 방사능의 외부 피폭량은 1일에 0.02~9.2 µSv이다.[11]
- 최근식 외(2006)에 의하면 괴산군 지역 라돈 농도는 제곱미터당 가옥 내 83.7 Bq, 옥외 50.5 Bq이 검출되었으며 이는 한국 평균 농도(실내 53.4 Bq/m2)보다 높다. 측정된 감마선량에 의한 괴산군 거주민의 외부 피폭선량은 0.71 mSv로 측정되었다.[27]
- 윤욱과 조병욱(2019, 2020)은 2차례에 걸쳐 옥천 누층군 분포지역의 자연방사선량을 측정했다. 감마선 분광분석기를 이용해 괴산군 지역의 옥천 누층군 하부천매암대와 그 주변의 77개 지점에서 감마선량을 측정한 결과 칼륨-40 함량은 1.8~8.8% (563~2754 Bq/kg), 우라늄-238 함량은 0.2~217.9 ppm (2.5~2691 Bq/kg), 토륨-232 함량은 11.9~46.5 ppm (48.3~310.6 Bq/kg)로 산출되었으며 옥외 유효선량률은 0.08-1.71 mSv/y의 범위로 나타났다. 옥외 유효선량률의 최고치는 1.71 mSv/y (1kg당 40K 2754.4 Bq, 238U 2691.1 Bq)으로 이는 우라늄 지층을 협재하는 괴산군 청천면 덕평리 지역의 하부천매암대 지층에서 나온 수치이다.[5] 충청도 옥천 누층군 암석의 칼륨-40 함량은 0.65~10.29% (205~3220 Bq/kg), 우라늄-238 함량은 0.63~287.0 ppm (7.81~3544.5 Bq/kg), 토륨-232 함량은 4.00~102.4 ppm (16.24~415.9 Bq/kg)으로 산출되었으며 흡수선량은 28.84~1714.5 nGy/h이다. 421개 지점에서 지표방사능을 측정한 결과 일반인의 옥외 유효선량 한도인 1 mSv/y를 초과하는 4개 지점이 나왔으며 그 수치는 금산군 1.78 mSv/y, 괴산군 1.24 mSv/y 및 1.45 mSv/y, 보은군 1.36 mSv/y으로 이는 모두 우라늄층을 포함하는 하부천매암대에 위치한다. 하부천매암대의 최대값은 2.10 mSv/y이고 그 외의 지점에서는 국내 다른 지역보다 높게 나왔으나 1 mSv/y보다는 낮게 나왔다.[25] 참고로, 몸무게 60kg의 사람은 몸속에 3300 Bq (=0.17 mSv/y), 시금치는 200 Bq/kg의 칼륨-40을 포함한다.[16][28]

| 국내  | 괴산군                                                                                        | 보은군                                                                                         | 대전-금산                                                                | 해외  | 노르웨이            | 독일               | 미국      | 브라질                       | 오스트리아 | 인도                                 | 이탈리아            | 이란                       | 일본      | 중국                                 | 프랑스              |
| ----- | --------------------------------------------------------------------------------------------- | ---------------------------------------------------------------------------------------------- | ------------------------------------------------------------------------ | ----- | ------------------- | ------------------ | --------- | ---------------------------- | ---------- | ------------------------------------ | ------------------- | -------------------------- | --------- | ------------------------------------ | ------------------- |
| mSv/y | 심부선량: 최대 5.32, 평균 0.44 천부선량: 최대 3.57, 평균 0.69 지표: 1.24, 거주민 피폭량: 0.71 | 심부선량: 최대 1.74, 평균 0.20 천부선량: 최대 3.13, 평균 0.27 지표: 1.36, 보은광산: 최대 19.71 | 심부선량: 최대 1.82, 평균 0.22 천부선량: 최대 3.01, 평균 0.41 지표: 1.78 | mSv/y | 평균 0.63 최대 10.5 | 평균 0.48 최대 3.8 | 평균 0.40 | 구아라파리: 평균 5.5 최대 35 | 평균 0.37  | 평균 0.48 케랄라주: 평균 3.8 최대 35 | 평균 0.50 최대 4.38 | 람사르: 평균 10.2 최대 260 | 평균 0.43 | 평균 0.54 양장시: 평균 3.51 최대 5.4 | 평균 0.60 최대 2.20 |

| 지역         | 옥천대 전체 | 괴산군   | 금산군 복수면 | 말린 다시마채 | 표고버섯 | 말린 오징어 | 시금치 | 가다랑어 | 생당근 | 정어리 | 돼지고기 | 우유 | 꽁치 | 닭날개 | 맥주 |
| ------------ | ----------- | -------- | ------------- | ------------- | -------- | ----------- | ------ | -------- | ------ | ------ | -------- | ---- | ---- | ------ | ---- |
| 함량 (Bq/kg) | 205~3220    | 563~2754 | 639~1280      | 2130          | 630      | 330         | 222    | 123      | 120    | 102    | 93       | 45   | 42   | 36     | 11   |

### 지하수의 우라늄
옥천 누층군의 우라늄은 충청도 지역의 지하수에도 작지만 영향을 미치고 있다. 우라늄의 함량이 일정량 이상인 지하수를 장기간 섭취시 암이나 신장 독성을 유발할 수 있다. 따라서 음용수의 (안전한) 우라늄 함량 가이드라인은 2~30 µg/L으로 제한된다. 그러나 지하수 중 우라늄 농도가 위해성 기준치를 초과하는 지역은 함우라늄 암석 분포지역의 일부에 국한된다.
- 김통권 외(1999)에 의하면 우라늄 함량이 높은 옥천 누층군 탄질이암 분포 지역 내 지하수에서 검출된 우라늄 함량은 0.01~4.36 µg/L으로 암석 자체가 우라늄을 많이 함유하고 있음에도 불구하고 지하수 중 함량이 낮은 이유는 탄질이암 내 바나듐이 지하수에 녹아 우라늄과 결합, 불용성의 우라늄 광물을 형성하고 이는 지하수에 용해되지 못하기 때문인 것으로 추정하였다.[30]
- 최미정(2000)에 의하면 덕평리 지역에서 과거 우라늄 채굴시 사용되었던 갱도의 갱내수는 미국 EPA의 수질 기준치인 20 µg/L를 초과하는 21 및 30 µg/L이 측정되었으며 그 외 다른 시료에서는 기준치를 초과하지 않으나 모두 미량의 우라늄이 검출되었다.[31]
- 소방방재청(2006)에 의하면 옥천대 지하수의 라돈 농도 범위는 82~2950 pCi/L이며 92개소에서 미국 환경보호청 음용수 기준인 300 pCi/L를 초과하였다. 지하수의 우라늄 농도는 갱내수에서 51~3334 ppb, 하천수 113.4 ppb, 지하수는 평균 10 ppb이다.[11]
- 황정(2010)은 괴산군에서 금산군에 이르는 옥천대의 우라늄 광화대 퇴적암 분포 지역 지하수의 수리지화학적 연구를 수행하고, 석탄광산 폐수에서 함우라늄층과의 반응으로 1165 µg/L의 매우 높은 우라늄 수치가 나왔으나 지하수의 우라늄 함량은 최대 3.2 µg/L 이하로 매우 낮다. 그리고 대전광역시지역 지하수 내 우라늄은 옥천대 우라늄 광화대로부터 공급되지는 않은 것으로 보았다.[32]
- 조병욱(2017)은 우라늄이 함유된 탄질점판암과 화강암이 많이 분포하는 충청북도 괴산군 지역 200개 지점의 지하수의 암석 내 우라늄 함량을 측정하였다. 이 지역에서 옥천 누층군 하부천매암대의 우라늄 최고 함량이 14.9 ppm으로 측정되었으나 전체적으로 우라늄 함량이 가장 높은 암석은 백악기 화강암(3.0~11.6 ppm)이며 우라늄 함량이 가장 낮은 옥천 누층군 함력천매암대는 1.7~6.8 ppm으로 측정되었다. 이는 괴산군 덕평리의 점판암에서 직접 측정된 수치보다 한참 낮은데 이는 함우라늄 지층이 소규모로만 분포하고 있기 때문이다. 지하수의 우라늄 함량 최고치는 백악기 화강암 최고 293.0 µg/L, 옥천 누층군 21.5 µg/L, 전체 평균 5.29 µg/L으로 이는 국내 전체 지하수의 우라늄 함량과 비슷한 수준이다.[33]

## 옥천 누층군의 형성 시기와 층서에 대한 논란과 연구
옥천 누층군의 퇴적시기에 대해서는 선캄브리아기 설(說)과 캄브리아기 이후설 두 가지의 의견으로 나뉘어지며 현재까지도 명확한 결론이 나지 않았다. 충주호 서부에 분포하는 계명산층, 향산리 돌로마이트, 대향산 규암층과 문주리층의 층서도 논란이 있는데, 지층 전체가 역전되어 계명산층이 최하부 지층이라는 주장과 반대로 지층이 역전되지 않고 계명산층이 최상부에 있다는 주장이 있다.

### 1960년대
- 충주 지질도폭(1965)에서는 옥천 누층군을 밑에서부터 시대 미상의 고운리층, 서창리층, 계명산층, 향산리 돌로마이트질 석회암층, 대향산 규암층, 북노리층, 명오리층, 황강리층, 문주리층으로 구분하고 고운리층은 오르도비스기의 조선 누층군으로 간주하였다. 황강리 지질도폭(1965)에서는 옥천 누층군을 밑에서부터 북노리층, 명오리층, 황강리층, 문주리층으로 구분하고 서창리층은 조선 누층군 및 옥천 누층군과 부정합 관계에 있는 별개의 지층으로, 옥천 누층군은 조선 누층군보다 아래에 있는 것으로 해석하였다.[34][35][36]
- 김옥준(1968)은 충주시-문경시 지역 옥천 누층군을 밑에서부터 계명산층, 향산리 돌로마이트층, 대향산 규암층, 문주리층, 황강리층으로 구분하였고, 명오리층과 북노리층은 황강리층의 일부인 것으로 보았다. 현지조사 결과 대향산 규암층과 문주리층 사이는 관계 불명이 아니라 정상적인 상하 관계이다. 그리고 문경시 지역에 분포하는 상내리층, 제천시 덕산면 신현리의 용암층, 제천시 남부에 분포하는 서창리층을 조선 누층군 묘봉층에 대비하였다.[37]
  - 문경, 함창 지질도폭(1967, 1968)에 따르면 상내리층은 주로 흑색 점판암과 셰일 등으로 구성된다. 조선 누층군 부곡리층 위에 놓여있다는 서창리층[38]은 사실 지층이 뒤집히거나(overturning) 충상단층의 관계로 부곡리층 위에 놓이게 되었고 이같은 구조적인 증거와 암상(巖相)으로 보아 상내리층은 묘봉층임이 확실하다.
  - 문경 지역의 부곡리층과 괴산군 연풍면-충주시 수안보면 지역에 발달하는 '조선계' 지층 화천리층과 고운리층은 타 지역 조선 누층군의 어디에 대비되는가는 언급이 없었다. 김옥준은 문경 지역의 부곡리층은 평안 누층군과의 관계로 보아 막동 석회암층에 대비될 것이고 고운리층은 조선 누층군 중부에 발달하는 충식석회암과 동일한 암상을 보이므로 대략 조선 누층군 화절층과 두무동층에 대비될 것으로 믿었다.
  - 황강리도폭 내 제천시 덕산면 신현리에 소규모 분포하는 용암층은 황강리도폭(1965)에 의하면 조선 누층군 (삼태산층) 석회암 위에 부정합으로 놓이며 주로 흑색 점판암질셰일 및 사질셰일로 구성된다. 암상에 있어서 평안 누층군과 유사하나 화석이 발견되지 않았고 흑색 점판암의 단일층으로 되어 있는 관계로 평안 누층군과의 대비가 곤란하며 본 층은 서창리층 최하부에 협재되는 불연속적인 흑색 점판암과 유사한 암상을 보이나 지층의 두께에 있어 차이가 현저하며 독립되어 분포하므로 대비가 곤란한 것으로 보고되었다.[36] 그러나 김옥준은 현지 조사를 수행하고 용암층은 클리페(Klippe) 구조로서 석회암 위에 놓이게 된 것이라고 생각하였다.
  - 황강리도폭에 의하면 서창리층은 암회색 천매암으로 구성되며 흑색 점판암과 규암을 협재하고 조선 누층군 대석회암층군 위에 부정합으로 놓여 있다고 하나[36] 김옥준은 서창리층이 고운리층 위로 충상된 것으로 보았다. 실제로 묘봉층은 주로 암회색 내지 암록색 셰일 또는 점판암으로 구성되며, 일부 구간에서 사암과 천매암이 발달한다.
  - 문경 조령 지역의 이화령층은 암질에 있어서 상내리층과 동일하나 화강암과 접하고 있어 다소 변성을 받은 점이 다르다. 김옥준은 이화령층을 상내리층과 동일한 것으로 보았고, 백화산의 대표적 암상인 함력(含礫)천매암질암을 석영편암으로 불렀다. 이는 규암이 압쇄암화(myllonitization) 작용을 받은 것으로 김옥준은 이 지층을 묘봉층 하위의 장산 규암층이 압쇄암화(myllonitized)된 것으로 보았다. 문경도폭에서 보고된 바에 의하면 상내리층(=묘봉층)을 관입한 각섬암을 덮는 백화산층(=장산 규암층)이 층서상 상내리층 상위의 지층이므로, 이는 스러스트 단층 등에 의해 나타난 현상일 것이다.

### 1970년대
- 손치무(1970)는 옥천 누층군을 충주층군(계명산층, 대향산층)과 옥천층군(대향산 규암~황강리층)으로 나누고 옥천 누층군이 조선 누층군 위에 놓이는 것으로 해석하였다.[39]
- 장기홍(1971)은 지역 간 지층 대비로 서창리층을 평안 누층군 녹암통에, 황강리층군(북노리층, 명오리층, 백화산층, 조봉층, 이화령층 등)을 대동 누층군에 대비하고 둘 사이의 부정합을 송림 변동에 기인한 것으로 설명하였다. 황강리층군의 함력천매암질암은 반복된 해저 사태로 말미암은 난탁류역암으로 결론지었고, 충주 지질도폭 지역에서 대향산 규암층이 문주리층 위에 45~50°의 각도로 역단층으로 올라와 있다고 설명했다. 그리고 향산리 돌로마이트층과 대향산 규암층이 조선 누층군의 일부일 가능성이 높고 계명산층과 더불어 옥천 지향사의 기반암이라 주장했다.[40]
- 이종혁(1972)은 손치무의 층서를 뒤집어 대향산 규암을 최하부로 하여 향산리 돌로마이트, 계명산층 순서이고 문주리층은 이들과 역단층 접촉으로 이들의 상위 지층이라고 하였다. 그리고 서창리층과 문주리층의 층서를 뒤바꾸어 문주리층이 서창리층 위에 있는 것으로 보았다.[41]
- 장기홍(1972)은 충주시의 향산리 돌로마이트층 중부에서 고배류(古盃類; Archeocyatha) 화석을 발견하였다. 그 당시에는 옥천계 지층이 선캄브리아기의 것이라는 김옥준(1968)의 주장이 영향력 있었을 때였다. Archeocyatha 화석은 캄브리아기의 해성층에서 산출되며 이에 따라 본 화석이 산출된 향산리 돌로마이트층은 하부 내지 중부 캄브리아기의 해성층으로 볼 수 있다. 화석을 보고한 논문의 결론에서 장기홍은 계명산층을 선캄브리아기로, 향산리 돌로마이트층, 대향산 규암층, 문주리층 및 창리층을 조선계 지층에 대비할 수 있다고 언급하였다.[42][43] 그러나, 나중에 이 화석은 고배류 화석이 아닌 것으로 밝혀졌다.[1]
- 리드만과 플래처(1976)는 옥천 누층군 황강리층과 북노리층의 역질이암을 빙력암(氷礫岩; tillite)으로 해석하고 비슷한 빙력암이 중국과 북한의 선캄브리아기 층서에서 나오는 것을 근거로 옥천 누층군을 선캄브리아기로 해석하였다.[44]
- 장기홍과 박봉순(1977)은 괴산군 청천면 선평리 본동마을의 북측 산사면, 해발 약 220 m 지점(북위 36°39'41", 동경 127°43'55")의 백봉리층군 운교리층(PZCEoun)에서 암회색 저도변성니질암에서의 흔적 화석 콘드리테스(Chondrites)의 화석을 발견하였다. 콘드리테스의 범세계적인 산출 시기 범위는 (캄브리아기~)오르도비스기의 해성층이므로 운교리층의 지질시대는 고생대 전기일 가능성만 유효하다. 오르도비스기 창리층은 본 지층과 인접하여 평항하게 분포하므로 운교리층은 창리층과 비슷한 시기일 가능성이 크다.[43][45]

### 1980년대
- 옥천 누층군의 몇 개 지층에서 화석이 발견된 후에도 옥천 누층군의 선캄브리아기 설은 여전히 영향력이 있었다. 그러다 이재화 외(1989)는 충주시와 수안보온천 사이 갈마고개 부근에 분포하는 황강리층의 석회암질역(Limestone pebbles)에서 코노돈트, 완족류의 껍질, 삼엽충 파편 그리고 여러 분류 불가능한 화석들을 발견하였다. 산출된 코노돈트 화석은 대체로 유럽의 하부 오르도비스기 트레마도시안(Tremadocian) 말기에서 아레니지안(Arenigian) 초기에 이르는 층서 범위와 북미, 호주 및 북중국의 하부 오르도비스기 지층에서 보고된 종들로서 이를 고려할 때 황강리층의 시대는 초기 오르도비스기 이후일 것으로 생각된다.[46]

### 1990년대
- 클루젤 외(1990)는 옥천변성대를 이화령, 보은, 두룽산, 충주, 피반령의 5개의 단위층(unit)으로 구분하고 남동에서 북서로 점진적으로 깊어지는 반지구대 형태로 분지가 열개된 것으로 제시하였으며 암상의 차이는 분지 열개에 따른 퇴적환경의 차이에 의한 것으로 해석하였다.[47]
- 임명혁 외(1991)는 층리면과 1차 엽리면 사이의 경사 관계에 의해 충주지역 일대에서 문주리층이 최하부에 놓이고 그 위에 대향산 규암층, 향산리 돌로마이트층, 계명산층 순서로 놓인다고 주장하였다.[48] 이는 밑에서부터 계명산층, 향산리 돌로마이트층, 대향산 규암층, 북노리층, 명오리층, 황강리층, 문주리층 순서로 놓인다고 본 충주 및 황강리 지질도폭(1965)의 층서와 완전히 상반되는 것으로 이렇게 된 이유는 충주 및 황강리 지질도폭에서는 이들 지층을 구조적 층순이 층서적 층순과 반대인 역전층으로 해석한 반면 임명혁 외는 이들 지층이 구조적 층순과 층서적 층순이 일치하는 정상적인 지층이라고 해석하였기 때문이다.
- 클루젤 외(1991, 1992)는 옥천 누층군과 조선 누층군의 지층들은 동일 시대(고생대)의 지층으로, 두 누층군의 암상의 차이는 분지의 깊이에 따른 횡적 퇴적상의 변화로 보았다.[49][50][51]
- 이민성 외(1998)는 옥천 누층군의 황강리층과 북노리층의 지질시대가 고생대 말에 해당하는 것으로 보았다. 빙하 기원의 다이아믹타이트로 해석되는 황강리층의 지질시대는 석탄기~페름기일 것으로 해석된다. 그 당시 대륙 빙하가 곤드와나 대륙을 덮고 있었고 이로부터 한반도는 곤드와나 대륙의 일부였던 것으로 추정된다. 그리고 고운리층은 조선 누층군 최상부에, 서창리층은 옥천층군의 최하부 지층에 해당한다고 보았다.[52]
- 김유홍 외(1999)는 제천시 남부 청풍호 지역에서 조선 누층군과 옥천 누층군의 관계를 조사하였다. 옥천 누층군은 조선 누층군의 상위에 정합 또는 충상단층으로 놓이며 두 누층군은 동일 시기의 변형작용을 받은 것으로 해석되었다.[53]
- 이지민 외(2000)는 옥천 누층군 황강리층 석회암역의 희토류 원소와 스트론튬 동위원소비를 분석하였고 황강리층의 퇴적시기는 적어도 고생대 오르도비스기 이후인 것으로 추정했다.[54]

### 2000년대 이후
- 유인창 외(2003)는 옥천변성대 남서부 화산 지역의 보은 및 피반령 단위의 퇴적환경을 연구하고 남동에서 북서로 점진적으로 깊어지는 반지구대 형태의 분지가 열개된 것으로 해석하였다. 이는 클루젤(1990)의 해석과 일치한다.[55]
- 임순복 외(2005, 2006, 2007)는 옥천변성대 중부 지역의 지질을 조사하고, 옥천 누층군을 비공식적으로 MV층, F층, A층, B층, C층, 비봉층, E층으로 구분하는 새로운 층서를 제시하였다. 조사 결과 비봉층과 C층에서 고생대 페름기를 지시하는 식물 화석이 산출되었으며 비봉층 및 E층의 SHRIMP U-Pb 최저 연령이 354±4 Ma로 나와 두 지층의 지질시대는 고생대 페름기로 해석되었다. 나머지 B층과 C층은 석탄기, A층은 석탄기 또는 캄브리아기, 문주리층과 유사한 F층은 시대 미상이다.[56][57][58]
- 최덕근 외(2012)는 옥천 누층군의 층서를 수정하고 충청분지(Chungcheong Basin)라는 용어를 처음 사용하였으며 옥천 누층군의 지질시대가 신원생대에 속한다고 제안하였다. 그리고 충청분지에서 발견되는 금강 석회암층을 신원생대의 덮개 탄산염 퇴적층이라 해석하고, 옥천 누층군이 남중국 지괴의 연장선에 존재한다고 주장하였다. 이 연구에 의하면 하부의 충주층군은 밑에서부터 계명산층, 향산리 돌로마이트층, 대향산 규암으로 구성되며 상부의 수안보층군은 문주리층, 황강리층, 명오리층, 고운리층으로 구성되며, 명오리층 내에 있는 금강석회암층원은 눈덩이 지구가 끝났음을 지시하는 덮개 석회암층인 것으로 제안되었고, 충주호 일대의 옥천 누층군 내에는 등사습곡이 발달하며 지층이 대부분 역전된 것으로 확인되었다. 이 연구에서 제안된 새로운 옥천 누층군의 층서는 남중국지괴 난후아(Nanhua) 분지의 신원생대 층서와 잘 대비되며, 이는 당시 충청분지가 난후아 분지에 연결되어 있었다고 설명하였다. 그리고 약 9억년 전에 초대륙 로디니아가 분열할 때 남중강괴 내에 형성된 열개 분지의 일부분이 충청 분지였다고 설명하였다.[59][1]
- 류영준과 안진호(2016)는 최덕근 외(2012)가 덮개 석회암층이라 주장한 금강 석회암층의 시료를 분석하였다. 그 결과 일부 돌로마이트 시료에서 이미 알려진 덮개 탄산염암층의 안정동위원소 비와 비슷한 분포를 보이는 것이 확인되었다.[60]

## 충주-제천-괴산 지역의 옥천 누층군
충청북도 충주시, 제천시, 괴산군 지역의 옥천 누층군은 대개 고운리층, 서창리층, 계명산층, 향산리 돌로마이트층, 대향산 규암층, 북노리층, 명오리층, 황강리층, 문주리층 9개 지층으로 구성되나 이들의 상하 관계는 연구자에 따라 모두 다르다. 지금까지의 연구를 통해 알려진 충주-괴산 지역 옥천 누층군의 층서는 아래와 같으며 연구자마다 층서가 모두 다른 이유는 이 지역에 분포하는 등사습곡 및 배사, 향사 구조에 의해 옥천 누층군이 심하게 뒤틀려 있어 연구자에 따라 정상층위 혹은 역전층으로 다르게 해석되기 때문이다. 충주호 지역에서 옥천 누층군은 구조적으로는 문주리층, 대향산 규암, 향산리 돌로마이트, 계명산층 순서로 놓여 있으나 이 구조적 층순과 층서적 층순이 일치하는지(정상층위) 등사습곡에 의해 구조적 층순과 층서적 층순이 반대인지(역전층)는 아직 밝혀지지 않았다. 충주 지질도폭(1965)에서는 계명산층, 향산리 돌로마이트층 및 대향산 규암층을 옥천 누층군에 포함시키지 않았다. 황강리 지질도폭(1965)에서는 옥천 누층군이 서창리층을 부정합으로 덮는 북노리층을 기저로 하여 그 위에 명오리층, 황강리층, 문주리층 순으로 오는 것으로 해석하였다.
| 지질시대                        | 충주도폭 (1965)                                    | 김옥준 (1968)                                         | 손치무 (1970) | 손치무 (1970)                                          | Reedman et al.(1973) | Reedman et al.(1973)                                  | Lee (1974)                             | Chough & Bahk (1992)                            | Lee (1995) | Lee (1995)                                   | Lee et al. (1998)                            | 임순복 외 (2005, 06, 07)   | 최덕근 외 (2012) | 최덕근 외 (2012)                       |
| ------------------------------- | -------------------------------------------------- | ----------------------------------------------------- | ------------- | ------------------------------------------------------ | -------------------- | ----------------------------------------------------- | -------------------------------------- | ----------------------------------------------- | ---------- | -------------------------------------------- | -------------------------------------------- | -------------------------- | ---------------- | -------------------------------------- |
| 트라이아스기                    | -                                                  | -                                                     | -             | -                                                      | -                    | -                                                     | 황강리층                               | -                                               | -          | -                                            | -                                            | -                          | -                | -                                      |
| 페름기 석탄기 데본기 실루리아기 | 문주리층 황강리층 명오리층 북노리층 ----- 서창리층 | -                                                     | 옥천층군      | 황강리층 운곡리층 서창리층 문주리층 미원층 대향산 규암 | -                    | -                                                     | -                                      | 문주리층 황강리층 한수 석회암 명오리층 북노리층 | -          | -                                            | 문주리층 황강리층 명오리층 북노리층 서창리층 | E 층 비봉층 C 층 B 층 A 층 | -                | -                                      |
| 페름기 석탄기 데본기 실루리아기 | 문주리층 황강리층 명오리층 북노리층 ----- 서창리층 | -                                                     | 충주층군      | 대향산층 계명산층                                      | -                    | -                                                     | -                                      | 문주리층 황강리층 한수 석회암 명오리층 북노리층 | -          | -                                            | 문주리층 황강리층 명오리층 북노리층 서창리층 | E 층 비봉층 C 층 B 층 A 층 | -                | -                                      |
| 오르도비스기 캄브리아기         | 조선계 고운리층                                    | 조선 누층군                                           | 조선 누층군   | 조선 누층군                                            | 충주층군             | 삼태산층 계명산층 대향산층                            | 문주리층 대향산 규암 향산리 돌로마이트 | 서창리층 계명산층 향산리 돌로마이트 대향산층    | 덕평층군   | 명오리층 내사리층 황강리층 구룡산층 화전리층 | 고운리층 조선 누층군                         | F 층 황강리층              | -                | -                                      |
| 오르도비스기 캄브리아기         | 조선계 고운리층                                    | 조선 누층군                                           | 조선 누층군   | 조선 누층군                                            | 충주층군             | 삼태산층 계명산층 대향산층                            | 문주리층 대향산 규암 향산리 돌로마이트 | 서창리층 계명산층 향산리 돌로마이트 대향산층    | 미원층군   | 운교리층 증평층                              | 고운리층 조선 누층군                         | F 층 황강리층              | -                | -                                      |
| 선캄브리아기                    | -                                                  | 군자산층 황강리층 창리층 (서창리층+명오리층) 문주리층 | -             | -                                                      | 옥천층군             | 문주리층 황강리층 명오리층 북노리층 서창리층 고운리층 | 계명산층                               | -                                               | -          | -                                            | -                                            | MV 층                      | 수안보층군       | 고운리층 명오리층 황강리층 문주리층    |
| 선캄브리아기                    | -                                                  | 군자산층 황강리층 창리층 (서창리층+명오리층) 문주리층 | -             | -                                                      | 옥천층군             | 문주리층 황강리층 명오리층 북노리층 서창리층 고운리층 | 계명산층                               | -                                               | -          | -                                            | -                                            | MV 층                      | 충주층군         | 대향산 규암 향산리 돌로마이트 계명산층 |

### 고운리층
고운리층(古雲里層, Gounni Formation)은 충주시 수안보면 고운리에서 이름이 유래되었으며 석회암과 돌로마이트로 구성된다.
- 황강리 및 충주 지질도폭(1965)의 고운리층(PZoko; Paleozoic Gounri formation)은 충주시에 발달하는 조선 누층군 중 최하부의 것이다. 흑색 점판암, 세립 결정질석회암, 변질 점판암 내지 변질 천매암(암갈색흑운모-석영천매암질암)과 석회규산염암의 호층(互層)으로 구성되는 지층으로 주향은 북동 40~70°이며 경사는 북서 45~60°이 일반적이나 일부 지역에서 습곡의 영향으로 남동의 경사를 갖는다. 본 층은 조선 누층군 대석회암층군의 석회규산염암 위에 정합으로 놓이는 것으로 보이며 본 층 상위에 서창리층이 부정합으로 놓인다.[36][35]
- 이민성 외(1998)는 고운리층을 조선 누층군의 최상부 지층으로 설정하였다. 고운리층은 월악산의 송계계곡과 고운리 일대에 발달한다. 고운리층의 하부는 판상 내지 괴상 석회암으로 화강암의 열변성작용에 의해 일부 석회규산염암화 되어 있다. 열변성도가 낮은 상부는 석회암과 셰일이 교호하는 호상 석회암이며 호상구조가 발달한 곳에서 지층의 주향은 북동 40~70°, 경사는 북서 45~60°이다.[52]
- 최덕근 외(2012)에 의하면 고운리층은 담회색~암회색의 괴상 내지 층상의 석회암과 돌로마이트로 구성되며 층상석회암은 석회질과 점토질층이 교호하고 심한 변형을 받았다. 고운리층은 명오리층 서창리층원 위에 정합으로 놓이는 것으로 추정되나 고운리층의 상부는 침식과 화강암의 관입에 의해 관찰이 불가하다. 고운리층은 백악기 월악산 화강암에 의해 관입당했다. 고운리층의 지질시대는 남중국의 신원생대 층서와의 대비를 통해 신원생대 에디아카라기로 정해졌다. 고운리층은 과거 마전리층이나 화천리층으로 불렸다.[1]

### 계명산층
계명산층(PZokg; Paleozoic Gyemyeongsan formation)은 충주시 용탄동, 종민동, 안림동에 있는 계명산에서 이름이 유래되었으며 철 광상을 발달시키고 있다. 충주 지질도폭에 의하면 충주시 지역에서는 층서상 계명산층이 향산리 돌로마이트층 아래에 있지만 등사 습곡 구조로 인해 지층이 역전되어 지질도에서는 외관상 계명산층이 향산리 돌로마이트층 위에 있는 것처럼 보인다.
- 충주 지질도폭(1965)의 계명산층은 계명산을 중심으로 충주시내를 둘러싸듯이 U자 비슷한 형태로 넓게 분포하는 지층이다. 충주 일대에서 철광상(鐵鑛床)을 발달시키고 있는 계명산층은 각섬석-흑운모편마암, 적철석-자철석-석영편암, 견운모-석영편암, 흑운모-석영편암, 백운모-석영편암, 석영-흑운모편마암, 대상(帶狀)석영-흑운모편마암 등으로 구성된 준(準)편마암류이며 백색-회색 돌로마이트질 석회암이 협재된다. 계명산 정상에서의 본 층 편리의 주향 및 경사는 북동 30° 및 남동 66°이며 자철석의 결정이 광염(鑛染)되어 있다. 연수동 부근에서는 박층의 자철광을 볼 수 있으며 직동의 창룡사 북측 458 m 고지에서는 자철석의 결정이 편리의 주향과 일치하게 포함되어 있어 자성을 띤다. 충주시 대소원면과 괴산군 불정면의 경계 지역에서의 이 층에는 다수의 철 및 중정석 광상이 발달하며 지층 편리의 주향과 경사는 북동 65~75°및 북서 60~70°가 일반적이다.[35]
- 황강리 지질도폭(1965)의 계명산층은 충주시 목벌동 서부~중부에 분포하며 옥천 누층군 하부의 지층으로 해석되었다. 본 층의 상위에는 향산리 돌로마이트질 석회암층이 정합으로 놓이나 지향사 구조에 퇴적된 옥천 누층군의 서익부가 역전되어 외관상 밑에서부터 대향산 규암층, 향산리 돌로마이트질 석회암층, 계명산층 순서로 놓인 것처럼 보인다. 본 지층은 북동 30°의 주향과 북서 50°의 경사를 나타낸다.[36]
- 목계 지질도폭(1971)의 충주층군 계명산층(PZokg)은 충주시 용탄동에 분포하고 분포지 서부에서 중생대 화강암에 의해 관입당했으며 동부에서는 상부의 향산리 돌로마이트질 석회암층과 정합으로 접하나 일부 단층으로 접한다. 주 분포지에서 서북서로 약 7 km 떨어진 금가면 원포리에는 화강암 가운데에 포획암으로서 본 지층이 일부 분포한다. 이 지층은 대부분 자철석의 결정을 포함한 함자철석회색세립편마암으로서 화강암과의 접촉부는 일부 스카른화 되어 각섬석과 녹렴석 등이 있다. 이 지역의 계명산층은 북동 50~55°의 주향과 북서 또는 북동의 경사를 가진다.[65]
- 장기홍(1971)에 의하면 계명산층은 대체로 편마암화되어 있어 그 광역변성도는 옥천계 지층보다 훨씬 높고 자철광 결정을 함유하는 점에서 특이하며 원암이 선캄브리아기 지층임을 암시한다.[40]
- 강지훈과 류충렬(1997)에 의하면 계명산층은 주로 역질암, 니질암, 사질암, 염기성(현무암질 및 휘록암질) 및 산성질암(조면암질, 유문암질) 기원의 변성암류로 구성되고 교호된 염기성질암과 산성질암은 열곡 환경의 바이모달(bimodal)형 화성활동의 산물이었음을 지시한다. 그리고 계명산 지역에서의 에서는 최소 세 번의 변형작용이 일어나 습곡 구조가 형성되었다.[66]
- 박종길 외(2003)에 의하면 충주시 지역의 계명산층은 주로 변성화성암으로 구성되며 계명산층 산성 변성화산암의 SHRIMP U-Pb 저어콘 연대는 시생대 말인 2685.8±11 Ma이다. 따라서 박종길 외는 계명산층이 옥천변성대에 속하지 않으며 시생대 말에 형성된 옥천변성대의 기반암인 것으로 해석했다. 계명산층은 주로 산성과 염기성의 변성화산암으로 구성되며 전자는 충주시 동부~남동부에서 분포면적의 60% 이상을 차지하고 후자는 전자와 교호하거나 관입하며 산출된다. 산성 변성화산암은 대개 석영, 백운모, 정장석과 자철석으로 구성되며 부수광물로 흑운모, 녹니석, 녹렴석, 방해석, 인회석, 저어콘 그리고 방사성광물인 모나자이트가 있다. 염기성 화산암은 주로 각섬석, 사장석, 녹렴석으로 구성되고 소량의 휘석, 흑운모, 석영 및 녹니석을 포함한다.[67]
- 박맹언 외(2005)에 의하면 계명산층 내 충주 철광상에서 산출되는 산성 변성화산암들은 매우 높은 희토류 원소 농도를 가지며 지구화학적 특징은 문주리층의 산성 변성화산암과 비슷하다.[68]

| wt %   | 72.45~75.25 | 0.23~0.59    | 7.24~10.01   | 3.49~9.04   | 0.04~0.16  |            |            |          |            |           |            |          |            |          |
| 미량   | 바륨        | 루비듐       | 탄탈럼       | 나이오븀    | 하프늄     | 지르코늄   | 이트륨     | 토륨     | 우라늄     | 셀레늄    |            |          |            |          |
| wt %   | 61~350      | 34~217       | 13~113       | 168~1971    | 24~394     | 1162~11912 | 253~1318   | 70~278   | 12~69      | 0.82~1.6  |            |          |            |          |
| 희토류 | 란타넘      | 세륨         | 프라세오디뮴 | 네오디뮴    | 사마륨     | 유로퓸     | 가돌리늄   | 터븀     | 디스프로슘 | 홀뮴      | 어븀       | 툴륨     | 이터븀     | 루테튬   |
| wt %   | 176.2~796.0 | 430.4~1723.8 | 47.5~230.7   | 210.0~960.4 | 39.1~217.0 | 1.4~11.9   | 50.0~226.9 | 7.8~43.2 | 54.3~282.5 | 13.3~54.7 | 34.7~148.3 | 5.0~23.0 | 32.9~101.2 | 4.5~19.0 |

- 김성원 외(2006)와 강지훈 외(2012)에 의하면 계명산층 화산암의 지르콘 U-Pb 연대측정 결과는 1.9 Ga, 870 Ma, 250 Ma이다. 이는 신원생대 토노스기(Tonian)에 해당한다. 김성원 외는 계명산층이 870 Ma 혹은 그 이후에 형성되었고 250 Ma에 변성작용을 받은 것으로 해석하였다.[69][70]
- 유인창과 김태훈(2009)에 의하면 충주시 종민동-목벌동 지역에서 계명산층은 담회색 또는 암회색을 띠는 변성 화산암류와 암회색 편암으로 구성되며 향산리 돌로마이트층과 계명산층의 경계는 단층이다.[71]
- 노신영 외(2012)에 의하면 충주시 남산 지역의 계명산층은 변성된 심성산성질암, 역질암, 산성화산암질암, 염기성질암, 사질암, 결정질석회암, 규암으로 구성되며 방사선 수치는 변성사질암(26~415 cps)과 변성산성질암(10~170 cps)에서 높은 값을 보인다.[72]
- 최덕근 외(2012)에 의하면 계명산층은 옥천 누층군과 충주층군의 최하부 지층으로, 부산/박달령 변성암 복합체를 부정합으로 덮으며 정합적으로 향산리 돌로마이트층으로 점이한다. 계명산층은 니질 및 사질천매암 내지 편암으로 구성되고 칼슘규산염과 규암이 협재된다. 변성니질암과 사질암은 규장질 및 고철질 화산암에서 유래된 것으로 알려져 있다. 계명산층에서 있었던 쌍봉식(bimodal) 화산활동은 충청분지에서 일어난 첫 번째 열개 작용의 결과이며, 이는 남중국지괴 난후아 분지의 첫 번째 화산활동에 대비된다.[1]

### 대향산 규암층
대향산 규암(大香山 硅巖, PZotq; Daehyangsan Quartzite)은 충주시 살미면 향산리의 대향산에서 이름이 유래된 규암 지층이다. 박계헌 외(2001)는 U-Pb 연대측정값에 근거해 대향산 규암층의 지질시대가 실루리아기 이후라고 주장했지만, 최덕근 외(2012)는 계명산층과 문주리층 사이에 있는 대향산 규암층의 층서적 위치에 근거해 지질시대가 신원생대라고 주장했다.
- 충주 지질도폭(1965)에 의하면 향산리 돌로마이트질 석회암을 따라 그 남동쪽에서 대상 분포하는 지층이다. 하부의 향산리 돌로마이트질 석회암층을 정합으로 덮고 규암으로 구성되며 주향과 경사는 북동 60~70° 및 북서 60~65°가 일반적이다.[35]
- 황강리 지질도폭(1965)에 의하면 유백색 규암으로 구성되며 종민동 지역에서 습곡 구조가 발달한다.[36]
- 목계 지질도폭(1967)에 의하면 충원교 일대에 고립적으로 소규모 분포하며 주향은 북동 15~55°, 경사는 북서 55°이다.[65]
- 장기홍(1971)에 의하면 충주 지질도폭 지역의 대향산 규암층은 문주리층 위에 45~50°각도의 역단층으로 올라와 있다.[40]
- 이종혁(1972)에 의하면 주로 유백색~황갈색의 규질편암 내지 규암으로 구성된다. 이 층 상위에서 최대 20 m 두께의 함력규질편암이 협재되는 것이 확인되었다.[41]
- 임명적 외(1991)는 후기의 화강암의 국부적인 관입이 대향산 규암층의 변형작용에 영향을 미친 것으로 보았다. 여기서는 문주리층이 최하위에, 그 위로 대향산 규암, 향산리 돌로마이트, 계명산층 순서로 오는 것으로 보았다.[73]
- 강지훈과 류충렬(1997)에 의하면 대향산 규암층은 석영사질암 기원의 유백색 규암 내지 (운모)석영편암으로 구성되어 있다.[66]
- 유인창과 김태훈(2009)에 의하면 충주시 종민동-목벌동 지역에서 규암은 주로 유백색을 띠고 대부분 석영으로 구성되며, 암회색의 층리가 일부 발달하나 대부분 규암화가 이루어져 정상 혹은 역전층임을 판별할 수 있는 사층리 또는 점이층리는 확인되지 않았다.[71]
- 박계헌 외(2011)는 충주시 살미면 향산리 지역의 대향산 규암에서 분리한 쇄설성 저어콘 입자에 대해 SHRIMP U-Pb 연대측정을 실시하였다. 연대는 신원생대(1000-850 Ma)와 고생대(460-420 Ma)의 시기에 집중적으로 분포하며 가장 젊은 연령은 423.9±5.6 Ma이다. 이 수치에 근거하여 대향산 규암의 지질시대는 고생대 전기 실루리아기 이후로 해석되었다.[74]
- 최덕근 외(2012)에 의하면 대향산 규암층은 백색~담회색의 괴상(일부 층상)의 규암으로 구성되며 돌로마이트가 협재된다. 충주시 향산리 서부에서는 대향산 규암층이 첨멸되어 계명산층과 문주리층이 직접 만나, 대향산 규암층과 문주리층은 부정합으로 해석된다. 박계헌 외(2011)가 보고한 U-Pb 연대측정값과 달리, 최덕근 외는 계명산층과 문주리층 사이에 있는 대향산 규암의 층서적 관계로 대향산 규암을 신원생대의 지층으로 해석하였다.[1]

### 문주리층
문주리층(PZocm; okcheon supergroup munjuri formation, 文周里層)은 충주시 대소원면 문주리에서 그 명칭이 유래된 지층으로 황강리층과 향산리 돌로마이트질 석회암층 분포 지역 사이에서 대소원면 문주리을 중심으로 넓은 분포를 보인다. 문주리층은 현무암, 조면현무암, 조면암, 유문암 등 여러 종류의 쌍봉식 화산암과 천매암, 편암, 점판암 등의 변성퇴적암으로 구성된다.

### 명오리층
명오리층(鳴梧里層, Myeong-ori Formation)은 충주시 동량면 명오리에서 이름이 유래되었으며 암회색 녹니석편암으로 구성된다.
- 충주 지질도폭(1965)에 의하면 북노리층과 같이 적미산 북측 사면에 북동-남서 방향으로 분포하며 하부의 북노리층과 상부의 황강리층과는 정합 관계이다. 지층의 주향은 북동 60°, 경사는 남동 70°이다.
- 황강리 지질도폭(1965)에 의하면 하부의 북노리층과 상부의 황강리층과는 정합적 관계에 있으며 암회색 내지 녹회색을 띠고 편리의 발달이 양호한 부분을 갖는다. 보통 북동 주향과 및 남동 50~85°의 경사를 가지나 지층 내 습곡의 영향으로 경사가 북서 75°가 되는 부분이 있다. 명오리 북측에서는 북동 방향의 평행한 축을 갖는 파상(波狀) 습곡으로 인하여 경사가 상반되며 파장은 100~50 m 내외다.[36]
- 이민성 외(1998)에 의하면 명오리층은 편리가 잘 발달한 암녹색 내지 회색의 천매암으로 구성되며 명오리층의 최하부와 상부에는 최대 5 m 두께의 석회암층이 불연속적으로 발달하는데 이는 간빙기에 퇴적된 것으로 해석된다. 최상부의 석회암층은 황강리층에 의해 정합으로 덮인다.[52]
- 최덕근 외(2012)에 의하면 명오리층은 암회색~흑색 점판암과 천매암으로 구성되며 지층 최하부에 박층의 유백색 석회암과 돌로마이트가 협재된다. 명오리층의 표준층서는 충주시 동량면 명오리(N 36°58'03", E 128°04'29")에 있으나 최상부는 드러나 있지 않다. 명오리층은 하부 금강석회암층원(lower Geumgang limestone member)과 상부 서창리층원(upper Seochangni member)으로 구분되며 여기서는 서창리층과 명오리층이 단일 층서를 나타낸다고 보았다. 금강석회암층원은 유백색~담회색의 괴상(일부 층상)의 석회암과 돌로마이트로 구성되며 두께는 1~30 m이다. 금강석회암층원의 표준층서는 경부고속도로 금강휴게소 부근(N 36°16'47", E 127°40'07")에 드러나 있다. 최덕근 외는 금강석회암층원이 눈덩이 지구 빙하시대가 끝난 직후 쌓인 덮개 석회암층이라고 해석했다.[1]

### 북노리층
북노리층(Buknori Formation)은 제천시 한수면 북노리를 표식지로 하여 충주시 남동부에 분포하는 함력천매암질암 지층이다.

### 서창리층
서창리층(Seochangri Formation, 西倉里層)은 제천시 한수면 서창리를 표식지로 하여 충주시 남동부에 분포하는 지층이다.

### 향산리 돌로마이트질 석회암층
향산리 돌로마이트질 석회암층(Hyangsanri dolomitic limestome foramtion, 香山里 白雲巖質 石灰巖層)은 충주시 종민동에서 목벌동의 충주 활옥동굴을 지나 괴산군 불정면 탑촌리까지 추적되는 돌로마이트질 석회암 지층이다. 드라마 D.P.가 촬영된 핫플레이스 충주 활옥동굴이 향산리 돌로마이트질 석회암층 중에 위치한다.

### 충주 활옥동굴
충주 활옥동굴은 향산리 돌로마이트질 석회암층 내 활석 광산을 활용하여 만든 관광 동굴이다. 이 동굴에서는 향산리 돌로마이트질 석회암층을 자세히 관찰할 수 있으며 층리, 습곡, 단층 등의 지질구조가 발달한다.
충주 활옥동굴
- 동굴 입구
- 향사습곡 전경
- 정단층
- 정단층
- 정단층
- 석회암과 셰일
- 낙수구간. 오른쪽 검은색 부분에서 지하수가 유출되고 있다.
- 단층

### 황강리층
황강리층(PZoch; Okcheon supergroup Hwanggangni Formation, 黃江里層)은 지금은 충주댐 건설로 수몰된 제천시 한수면의 황강리 마을에서 이름이 유래된 지층으로 함력(含礫)천매암질암으로 구성된다. 이 지층은 옥천 누층군 중 가장 두꺼운 지층이다.

## 이화령 지역

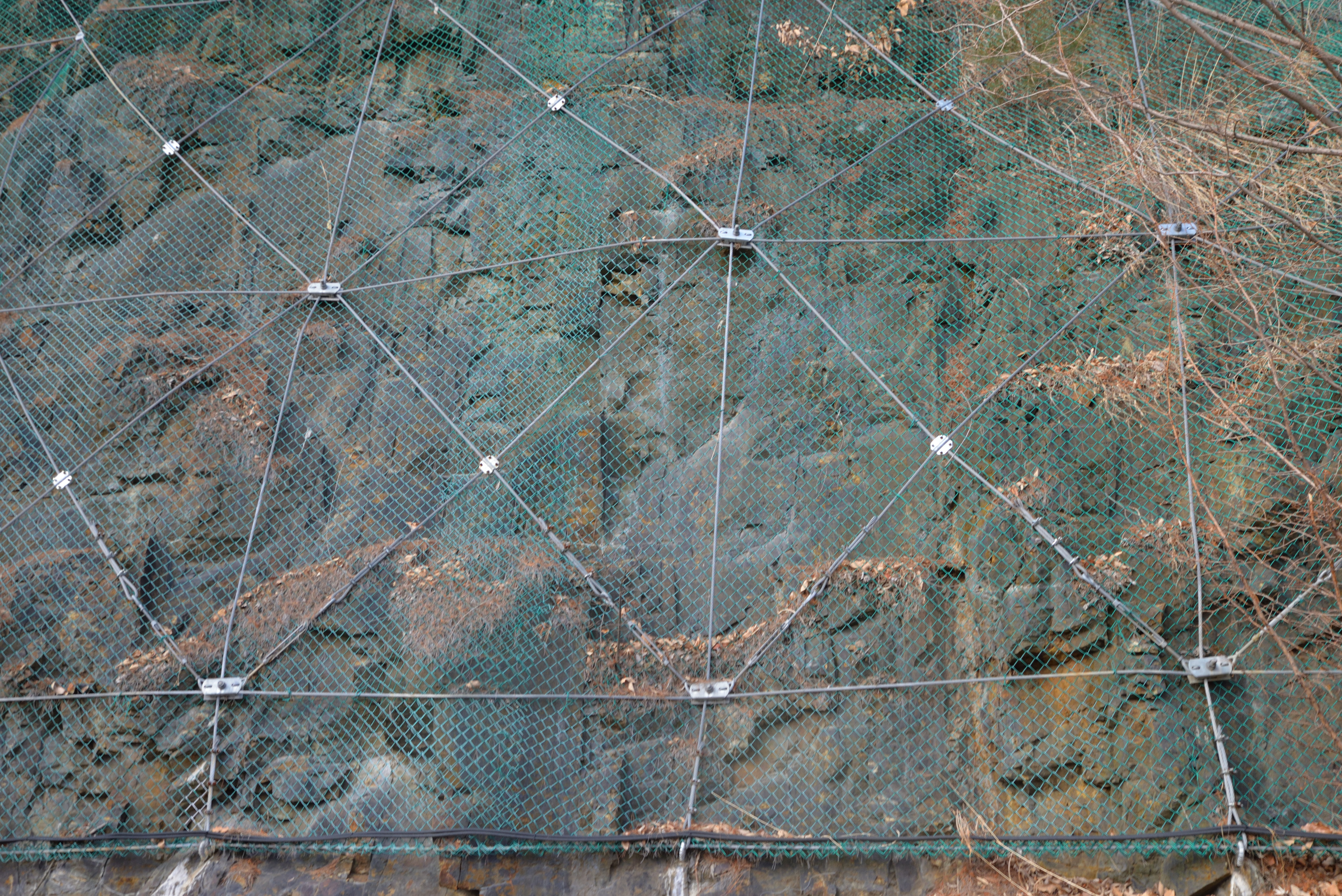
옥천 누층군 이화령층, 괴산군 연풍면 이화령 도로변

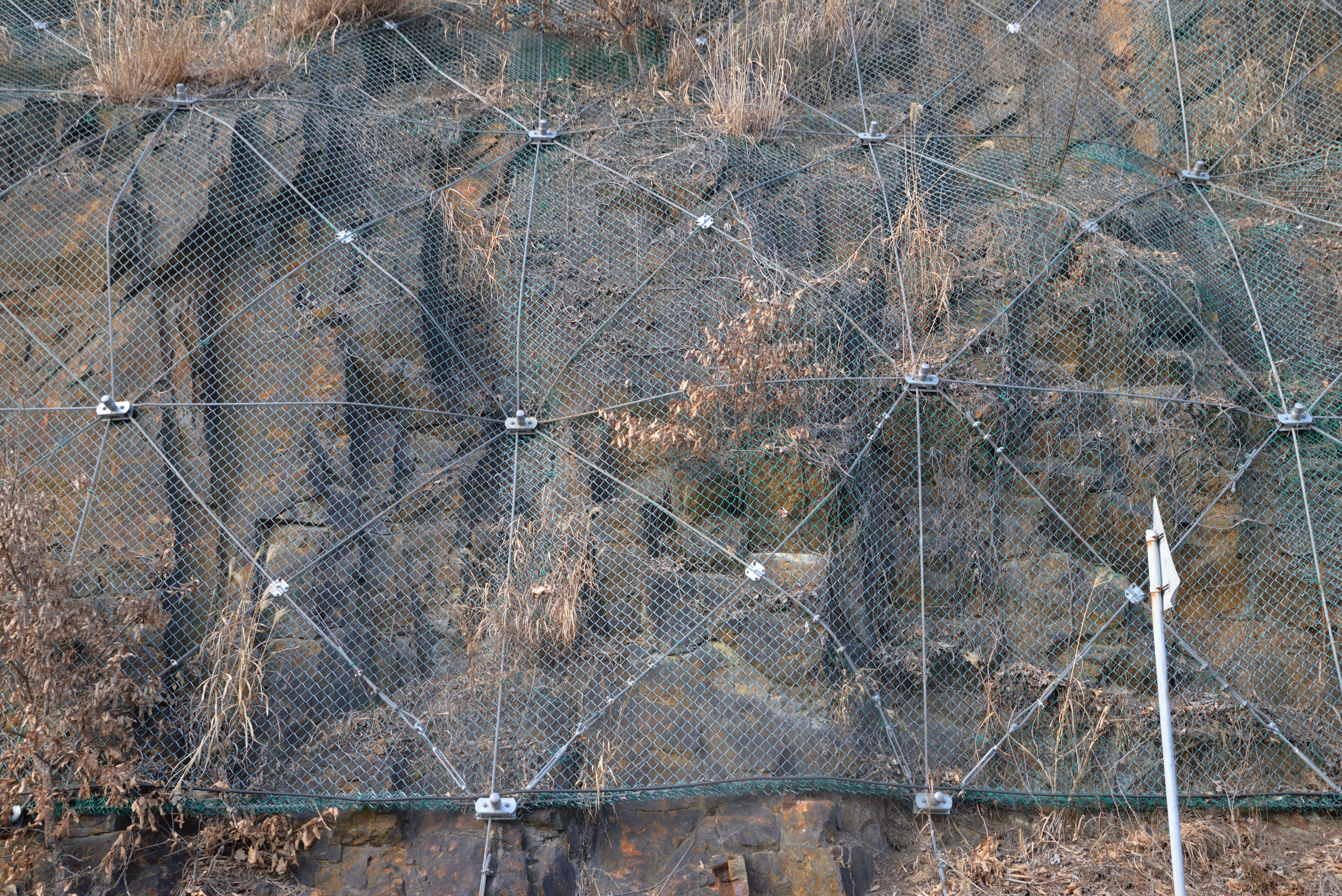
옥천 누층군 이화령층, 괴산군 연풍면 이화령 도로변

문경시 이화령~백화산 지역에는 옥천 누층군이 분포하며 이 부분은 문경 지질도폭(1967)에서 밑에서부터 백화산층, 조봉층, 이화령층으로 명명되었다. 이 지층은 단층과 백악기 화강암에 의해 옥천 누층군 주 분포지와 격리되어 있다.

### 백화산층
옥천 누층군 백화산층(PZoph)은 본 지역 옥천 누층군의 기저를 형성하며 이름이 나타내는 대로 백화산을 중심으로 서쪽으로는 이만봉과 시루봉, 북쪽으로는 갈미봉, 주흘산을 잇는 고산단애(高山斷崖; 낭떠러지)를 형성하고 있다. 백화산층의 원암(原巖)은 옥천 누층군 분포지역의 기저암인 흑색 내지 암회색 함력(含礫)천매암질암이었을 것으로 생각된다. 역(礫)은 대체로 규질암 또는 석회암으로 되나 주흘산 부근에서는 석회암력이 자철광으로 교대됨으로써 자철광력을 함유하고 있으며 또한 백화산에서 서부로 약 1.5 km 정도 떨어진 973 m 고지 부근에서 석회암력이 열수 교대되어 규회석(硅灰石)화 된 것을 볼 수 있다. 백화산층의 상, 하한은 백색 규질암 내지 담회색 규질 천매암질암으로 경계된다. 백화산층의 두께는 약 500 m이다.

### 조봉층
옥천 누층군 조봉층(PZoch)은 문경새재터널 부근 조봉과 이화령을 중심으로 하여 백화산층(PZoph) 상위에 정합적으로 발달하는 지층이다. 분포가 광범위하지 않고 노두의 발달도 적으나 백화산층이 발달하는 모든 곳에 정합관계로서 피복하고 발달한다. 주로 천매암질 운모편암으로 구성되며 간혹 사질암과 견운모 녹니석편암이 협재된다.

### 이화령층
옥천 누층군 이화령층(PZoih)은 문경 지역 내 옥천 누층군 지층 중 최상위층에 해당하며 이화령에서 조령산을 잇는 산릉부와 주흘산 부근에 소규모로 분포한다. 대부분 담회색 내지 회색 녹니석 편암으로 되나 간혹 견운모 녹니석 편암과 괴상(塊狀)의 사질암이 협재된다. 주흘산 부근에서는 주흘산 단층에 의해 절단되어 있다. 북측의 중생대 흑운모 화강암과의 인접부에서는 상당히 규화(珪化)되어 있다.

## 괴산-보은-옥천 지역의 옥천 누층군
보은 지질도폭(1977)에서는 밑에서부터 향산리층, 문주리층, 창리층, 마전리층 및 황강리층으로 구분하였고 마로리층과 국사봉층은 평안 누층군에 대비되는 것으로 보았다. 미원도폭에서는 변성퇴적암을 캄브리아기 백봉리층군(미동산층과 운교리층)과 오르도비스기 옥천 누층군(화전리층, 구룡산층, 이원리층, 문주리층, 황강리층)으로 구분하였다. 본 문단에서는 지층을 가나다순으로 설명한다.

### 구룡산층
구룡산층은 괴산군에서 보은군까지 북동-남서 방향으로 분포하며 표식지는 보은군 내북면 용수리와 회인면 쌍암리의 경계에 위치한 구룡산(548.7 m)이다.
괴산 지질도폭(1972)에 의하면 구룡산층은 창리층 내지 서창리층에 대비되며 괴산군 장연면과 문광면-청천면 지역에 나뉘어져 분포한다. 전자는 장연면 동부지역에 분포하고 흑색 점판암과 녹니석견운모편암 내지 각섬석편암 등으로 구성되며 하부에 결정질석회암이 협재된다. 후자는 문광면 흑석리에서 우라늄 광화대가 있는 괴산군 청천면 덕평리를 지나 도원리, 금평리로 북동-남서 방향으로 이어지며 흑색의 점판암~천매암질암, 암회색 녹니석편암 등으로 구성되고 중간에 북서 주향의 단층에 의해 변위되며 습곡에 의해 운교리층을 가운데 두고 양쪽으로 갈라져 반복 분포한다.
용유리 지질도폭(1973)에 의하면 청천면 고성리~평단리 그리고 보은군 속리산면 중판리-보은읍 종곡리 경계 지역에 분포하는 구룡산층은 주로 흑색 점판암으로 구성되며 소량의 흑색 천매암과 회색 석회암, 무연탄을 포함한다. 평단리 서쪽 및 속리산면 남서쪽 수철령 부근에서는 소량의 무연탄이 엽리에 평행하게 협재된다.
미원 지질도폭(1979)에 의하면 청주시 상당구 미원면 남동부와 보은군 산외면 북서부, 내북면 대부분 지역, 회인면 동부에 습곡 구조에 의해 띄엄띄엄 분포하고 있으며 중간에 남-북 방향의 아곡 단층과 북서-남동 방향의 염둔리 단층에 의해 절단되어 있다. 천매암, 흑운모편암, 흑색 점판암, 함탄저변성셰일 등으로 구성되며 석회암이 협재된다.
삼덕광산은 충주시 수안보온천 남서쪽 2 km 지점의 구룡산층 내의 점판암과 천매암질암의 열극을 충진한 유백색 석영맥에 부존된 고온성 열수광상이다. 석영맥의 상부는 황동광, 철-망가니즈중석이 풍부하고 하부는 황동광, 철-망가니즈중석과 휘수연광(輝水鉛鑛; 몰리브데넘 황화물)이 풍부하다. 구룡산층 내의 흑색 점판암 중에는 우라늄과 무연탄이 협재되어 있다. 괴산 지질도폭에 의하면 청천면 덕평리의 광물의 평균 함량은 우라늄 70.7 ppm, 바나듐 925 ppm, 구리 79 ppm, 납 15 ppm, 아연 48 ppm, 몰리브데넘 13 ppm, 텅스텐 7.01 ppm이다.

### 황강리층과 금강석회암

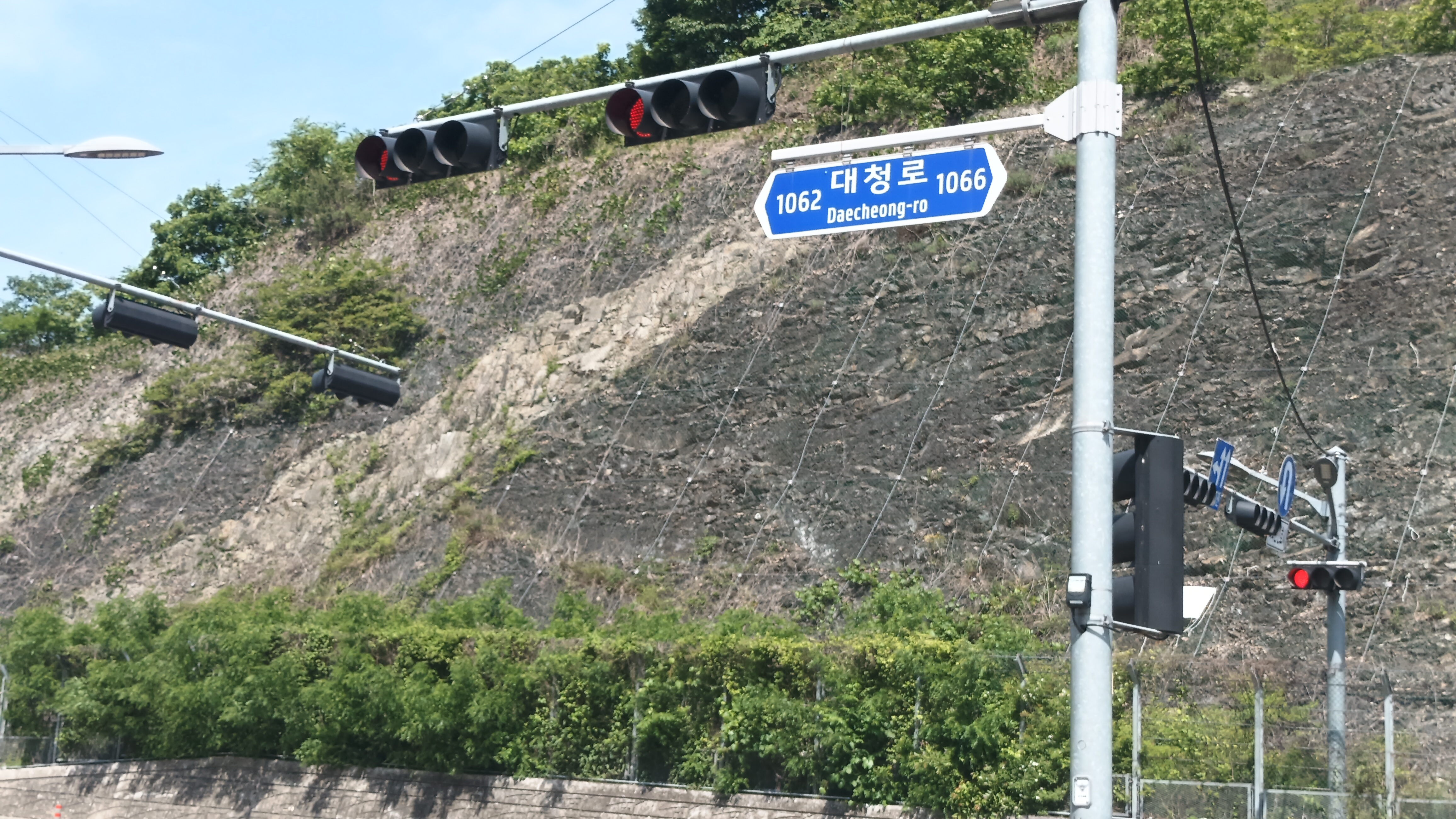
옥천군 군서면 월전리, 국도 제37호선 월전교차로 도로변에 드러난 황강리층과 황강리층을 관입한 암맥의 모습이다.

### 국사봉층
국사봉층(國師峰)은 보은군, 옥천군에 분포하는 지층으로 보은 지질도폭(1977)에서 설정된 지층이다.
보은 지질도폭(1977)에 의하면 보은군 회인면 애곡리에서 송평리 국사봉을 지나 회남면 분저리와 서탄리까지 분포하며 주로 흑색 점판암으로 구성되고 천매암과 석회암, 흑연질셰일이 협재된다. 본 층은 원래 옥천계의 창리층으로 인정되었으나 보은 지질도폭에서는 변질도가 낮은 흑색 점판암으로 구성되며 석탄층이 협재되고 식물 화석과 유사한 구조가 발견되는 점을 고려하며 이를 평안 누층군으로 보았다. 지층의 두께는 250 m 이상이다.
이현구와 이찬희(1996)에 의하면 보은군 회남면 용호리 지역에 분포하는 국사봉층은 주로 흑색 점판암 내지 천매암으로 구성되며 박층의 석회질암과 흑연질셰일 및 단속적인 폭 10~300 cm의 석탄층이 협재된다. 지층의 주향은 북동 5~45°, 경사는 북서 45~78°이나 지층이 상당히 교란되어 있다. 이 지층에서 채취한 시료의 화학 성분은 다음과 같다.
| 미량원소   | 바륨         | 코발트 | 크로뮴 | 세슘 | 구리  | 망가니즈 | 몰리브데넘 | 니켈    | 안티모니 | 스칸듐 | 셀레늄 | 토륨     | 우라늄  | 바나듐   | 희토류 원소 | 란타넘    | 세륨  | 네오디뮴 | 사마륨   | 유로퓸  | 터븀    | 이터븀   | 루테튬    |
| ---------- | ------------ | ------ | ------ | ---- | ----- | -------- | ---------- | ------- | -------- | ------ | ------ | -------- | ------- | -------- | ----------- | --------- | ----- | -------- | -------- | ------- | ------- | -------- | --------- |
| 함량 (ppm) | 1,300~61,000 | 1~27   | 56~720 | 2~17 | 2~356 | 5~624    | 1~1,400    | 2~1,038 | 0.5~18.0 | 2~34   | 3~65   | 2.0~35.0 | 0.5~460 | 123~8112 | 함량        | 0.7~123.0 | 3~209 | 5~118    | 0.2~20.0 | 0.2~4.4 | 0.5~3.7 | 2.3~21.1 | 0.05~3.37 |

### 대향산층
대향산층(Daehyangsan Formation)은 충주-제천지역의 향산리 돌로마이트층에 대비되는 지층이다. 증평 지질도폭(1971)에 의하면 백봉층군 세립석회질 천매암층(CEPcp)은 견운모규질편암층(미동산층)의 상부에 단속적으로 분포하며 습곡과 단층에 의해 절단 내지 반복되고 있다. 본 지층은 석회질천매암 내지 암회색천매암으로 구성된다. 괴산 지질도폭(1972)에 의하면 충주-제천지역의 대향산층과 향산리 돌로마이트층에 대비되며 세립석회질천매암으로 구성된다. 하위의 미동산층과의 경계는 뚜렷하나 상위의 운교리층과는 점이적이다.

### 마전리층
마전리층(PZocma; Majeonri Formation)은 금산군 추부면 마전리를 표식지로 하는 지층으로 소규모 분포한다. 보은 지질도폭(1977)에 의하면 창리층의 회색 내지 담갈색의 점판암류와 정합으로 접한다. 상위로 가면서 녹니석편암과 각섬편암으로 점이하며 최상부는 보은화강섬록암에 의해서 관입당했다.

### 문주리층
청주, 보은 지역의 문주리층은 충주호 지역의 문주리층과 같으며 괴산군에서 옥천군까지 북동-남서 방향으로 분포한다.

### 미동산층
미동산층(PZomi; Paleozoic Midongsan Formation, 米東山層)은 괴산군에서 청주시까지 북동-남서 방향으로 분포하는 지층이다. 표식지는 미원 지질도폭 지역인 청주시 상당구 미원면의 미동산(559 m) 지역이다.
증평 지질도폭(1971)에 의하면 좌구산층군 견운모규질편암층(CEjq)은 괴산군 청안면 장암리, 그리고 증평군 증평읍 율리와 청주시 미원면 대덕리의 경계에 위치한 좌구산(657.7 m) 일대에 분포하며 유백색 규암, 담갈색 또는 회갈색의 (함력)석영편암, 석영-견/백운모편암 등으로 구성된다. 이 지층은 좌구산 일대에서 등사습곡 구조를 보이고 있다.
괴산 지질도폭(1972)에 의하면 괴산군 문광면 문법리 지역에서 장암리층을 정합으로 덮으며 대향산 규암층에 대비된다. 담갈색~회백색의 함력규질편암, 엽리상 석영-운모편암, 석영편암, 유백색 규암 등 변성퇴적암으로 구성된다. 대체로 배사 습곡 구조를 이루며 발달하며 지층의 주향과 경사는 대체로 북동 40°및 북서 65°가 우세하다.
미원 지질도폭(1979)에 의하면 청천면 청천리에서 미동산(559 m), 청주시 가덕면 내암리, 가덕산(428 m), 청주시 문의면 노현리까지 북동-남서 방향으로 이어지며 주로 규암과 사질천매암대와의 호층으로 구성된다. 청천리부터는 대향산층이 첨멸되고 운교리층이 미동산층을 정합으로 덮는다. 지층의 주향은 대개 북동 50~70°, 경사는 북서 50~60°이나 피반령에서는 경사가 남동 50°로 전환되는 습곡 구조가 인지된다.

### 운교리층
증평 지질도폭(1971)에 의하면 백봉리층군 사질천매암층(CEpp)은 괴산군 문광면 양곡리, 청천면 부성리, 청안면 남동부, 청주시 미원면, 증평군 증평읍 율리 일대에 광범위하게 분포하며 대부분 암/적갈색, 암/녹회색의 사질천매암으로 구성되며 변질도가 더 높은 점문상 운모편암이나 녹니석편암이 협재된다.
괴산 지질도폭(1972)에 의하면 주로 사질천매암질암으로 구성되고 결정질석회암, 녹니석편암, 점문상사질암 등이 협재된다. 도폭 내에서 괴산군 문광면 광덕리, 신기리, 청천면 여사왕리 지역에 분포하는 본 지층의 일반적인 주향은 북동 35°이나 경사는 지층 내에 발달하는 역전 향사습곡에 의해 상반된다.
용유리 지질도폭(1973)에서는 운교리층을 캄브리아기에 해당하는 지층으로 보았다. 괴산군 청천면 평단리~고성리에 분포하는 운교리층은 주로 암갈색 내지 암녹색의 세립질사질천매암으로 구성되고 결정질석회암 또는 석회규산염암이 렌즈상으로 협재된다. 지층 엽리의 주향과 경사는 북동 25~50°및 북서 60~80°이다.
장기홍과 박봉순(1977)은 미원 지질도폭 지역인 괴산군 청천면 선평리 본동마을의 북측 산사면, 해발 약 220 m 지점(N 36°39'41", E 127°43'55")의 백봉리층군 운교리층(PZCEoun)에서 암회색 저도변성니질암에서의 흔적 화석 콘드리테스(Chondrites)의 화석을 발견하였다. 콘드리테스의 범세계적인 산출 시기 범위는 (캄브리아기~)오르도비스기의 해성층이므로 운교리층의 지질시대는 고생대 전기일 가능성만 유효하다. 오르도비스기 창리층은 본 지층과 인접하여 평항하게 분포하므로 운교리층은 창리층과 비슷한 시기일 가능성이 크다.
미원 지질도폭(1979)에 의하면 미동산층 북서부 청주시 미원면 중북서부, 낭성면 대부분, 가덕면 일부, 문의면 괴곡리 지역에 넓게 분포하며 중간에 아곡 단층에 의해 수평으로 약 1,200 m 변위되었다. 미동산층 남동부에도 일부 분포한다. 운교리층은 충주 지역의 계명산층에 대비되는 것으로 추정된다. 운교리층은 주로 저변성 내지 열변성된 사질암으로 구성되며 니질암과 결정질 판상석회암이 협재된다. 미원 북동부의 본 지층은 암적회색 내지 암갈색의 사질암으로서 흔히 자철석을 함유하여 자성을 띠고 층리가 별로 없다.

### 이원리층
이원리층(泥院里層)은 괴산군 남부에 소규모 분포하는 지층이다. 괴산 지질도폭(1972)에 의하면 괴산군 청천면 지촌리 지역에 소규모 분포하며 주로 함력사질천매암질암으로 구성되고 상부에 운모편암이 협재된다. 지층의 두께는 150 m 정도이다. 괴산 지질도폭에서는 충주호 지역의 북노리층에 대비되는 것으로 보았다. 용유리 지질도폭(1973)에 의하면 괴산군 청천면 평단리, 보은군 산외면 대원리, 청주시 미원면 계원리의 경계에 위치한 신선봉을 중심으로 북동-남서 방향으로 분포하며 북노리층에 대비된다. 주로 함력사질천매암으로 구성되고 회백색 석회암과 석회규산염암을 포함한다. 청천면 신월리 및 상신리의 이원리층 내에는 가끔 미량의 중석이 들어 있다. 이원 지질도폭(1979)에 의하면 보은군 산외면 원평리, 길탕리, 내북면 이원리, 신궁리에 걸쳐 북동-남서 방향으로 분포하며 주로 함력사질점판암으로 구성되고 천매암질암이 협재된다.

### 장암리층
장암리층(長巖里層)은 괴산군 청안면 장안리 일대에 소규모 분포하는 지층이다.
괴산 지질도폭(1972)의 장암리층(PZj; Jangamri Formation)은 괴산군 문광면 대명리 남서부에 분포하며 이곳의 장암리층은 상부 석회규산염암과 암회색 결정질석회암이 있다. 괴산화강섬록암과의 경계는 복잡하나 본 지층의 일반적인 주향과 경사는 북동 30°및 북서 45°이다. 대비가 가능한 타 지역의 지층은 없다.
증평 지질도폭(1971)의 좌구산층군 함역고회질석회규산염암층(CEcgl)은 괴산군 청안면 장암리, 사리면 이곡리, 문광면 유평리에 북동-남서 방향으로 분포하며 함력고회질석회암 및 석회규산염암으로 구성된다.

### 창리층
창리층(PZocch; Changri Formation, 倉里層)은 보은군, 옥천군, 금산군 일대에 분포하는 지층이다. 김옥준(1970)에 의해 보은군 내북면 창리를 표식지로 하여 명명된 지층이다.

### 화전리층
화전리층(Hwajeonri Formation, 花田里層)은 괴산군에서 보은군까지 북동-남서 방향으로 분포하는 지층이며 옥천 누층군의 최하부층이다. 보은군 내북면 화전리가 표식지이다.
괴산 지질도폭(1972) 지역의 화전리층은 동부인 괴산군 연풍면과 서부인 청천면 지역에 나뉘어져 분포하며 마전리층, 고운리층에 대비된다. 전자는 문경 지질도폭(1967)에서 조선계 화천리층으로 명명된 바 있으며 밑에서부터 암회색 점판암 내지 운모편암, (담)회색 결정질석회암, 회색 내지 흑색 석회규산염암 등으로 구성된다. 후자는 문광면 옥성리~청천면 금평리 지역에 북동-남서 방향으로 대상 분포하고 남서쪽으로 더 이어지며 하부로부터 석회질점판암과 흑색점판암의 교호대, 암회색~백회색 결정질석회암과 흑색 석회질점판암 내지 천매암의 교호대로 구성된다. 지층의 주향은 북동 30°, 경사는 북서 70°이다.
용유리 지질도폭(1973)에 의하면 화전리층은 흑색 천매암과 점판암 및 소량의 암회색 석회암이 분포한다.
미원 지질도폭(1979)에 의하면 표식지인 보은군 내북면 화전리-월공리 간이 가장 두껍고 분포 범위도 넓으나 그 북동부와 남서부로 갈수록 점차 줄어든다. 화전리층은 흑색 점판암, 세립 사질셰일, 천매암, 석회질셰일, 판상~호상 석회암 등으로 구성된다.
괴산군 연풍면 이화령 도로변의 화전리층

### 임순복 외의 분류
임순복 외(2007)는 보은군 회남면~청주시 상당구 미원면 지역에 분포하는 옥천 누층군을 비공식적으로 MV층, 황강리층, F층, B층, C층, 비봉층 6개 지층으로 구분하였다. 이 지역의 창리층, 국사봉층, 운교리층, 구룡산층에서 Calamites sp., Cordaites sp., Pecopteris sp. 및 Taeniopteris sp. 등의 식물화석이 발견되어 이들 지층의 지질시대는 페름기로 확인되었다.
- MV 층은 변성화산암류로 구성되며 선캄브리아기 지층으로 추정된다.[58] 회남면 금곡리 135-2 (N 36°27'26.35", E 127°35'21.77")에는 지방도 제571호선의 사면을 따라 MV 층의 (암)회색 변성화산암 노두가 드러나 있다.[81]
- 황강리층은 다양한 역(clast)들을 함유하는 사질~니질암이며 역의 종류는 석회암, 규암, 점판암, 천매암, 화강편마암, 편암 등 다양한다. 황강리층의 직하부에는 최대 9 m 두께의 결정질 석회암이 특징적으로 발달한다. 황강리층의 두께는 700~1200 m로 추정된다.[58]
- F층은 (담)회색의 사암과 (암)회색의 실트스톤 및 셰일로 구성되며 두께는 최소 800 m 이상이다. F층의 지질시대는 고생대 오르도비스기~전기 석탄기로 추정된다.[58]
- B층은 주로 사암으로 구성되며 지층의 두께는 대략 500~600 m이다. 이 지층은 평안 누층군의 만항층, 요봉층 또는 갑산층에 대비된다.[58]
- C층은 주로 (암)회색의 석회암, 흑색의 실트스톤, 점판암, 셰일로 구성되며 지층의 두께는 300~600 m이다. 이 지층은 평안 누층군 삼척탄전의 금천층 또는 영월탄전의 밤치층에 대비된다.[58]
- 비봉층은 암회색~흑색의 세립사암과 실트암, 흑색 점판암과 셰일로 구성되며 일부 층준에 무연탄과 탄질셰일이 협재된다. 지층의 두께는 250~300 m이며 평안 누층군 삼척탄전의 장성층 또는 영월탄전의 미탄층에 대비된다. 보은군 회남면 광포리 산 53-5/6 (N 36°25'54.81", E 127°35'09.56", N 36°25'54.7", E 127°35'08.9")에는 지방도 제502호선 도로변 노두에는 비봉층의 (담)회색 조립~중립질사암, 암회색~흑색의 세립사암, 흑색 실트스톤, 점판암, 셰일, 천매암 등이 드러나 있으며 식물화석이 산출된다. 탄질점판암의 경우 우라늄을 포함하고 있다.[81]

| 지역                                                                           | 좌표                                                                      | 지층                         | 산출 화석                                       |
| ------------------------------------------------------------------------------ | ------------------------------------------------------------------------- | ---------------------------- | ----------------------------------------------- |
| 보은군 회남면 광포리 지방도 제502호선 판장대교 북서쪽 70 m 지점                | 북위 36° 25′ 54.0″ 동경 127° 35′ 10.0″ / 북위 36.431667° 동경 127.586111° | 국사봉층 상부                | Cordaites sp., Taeniopteris sp., Calamites sp.  |
| 보은군 회인면 건천리 건천삼거리에서 북서쪽 약 950 m 지점, 애곡리의 남쪽 골짜기 | 북위 36° 29′ 01.0″ 동경 127° 36′ 58.0″ / 북위 36.483611° 동경 127.616111° | 국사봉층 중상부              | Calamites sp.                                   |
| 보은군 내북면 용수리 지방도 제575호선 용수삼거리 남쪽 150 m 도로변             | 북위 36° 32′ 24.0″ 동경 127° 39′ 23.0″ / 북위 36.540000° 동경 127.656389° | 구룡산층 상부                | Calamites sp.                                   |
| 보은군 회남면 남대문리 172번지                                                 | 북위 36° 27′ 23.0″ 동경 127° 34′ 09.0″ / 북위 36.456389° 동경 127.569167° | 창리층 중하부                | Pecopteris sp., Cordaites sp., Taeniopteris sp. |
| 보은군 내북면 성암리 봉황교 동쪽 1.3 km, 국도 제19호선 도로공사현장            | 북위 36° 35′ 14.0″ 동경 127° 41′ 18.0″ / 북위 36.587222° 동경 127.688333° | 구룡산층 중부                | Cordaites sp.                                   |
| 보은군 회인면 오동리 피반령 남동쪽 2.0 km, 국도 제25호선 피반령산골가든식당 옆 | 북위 36° 31′ 28.0″ 동경 127° 34′ 51.0″ / 북위 36.524444° 동경 127.580833° | 운교리층 최상부              | Pecopteris sp.                                  |
| 보은군 회인면 쌍암리, 구룡산휴양림 골짜기 초입                                 | 북위 36° 32′ 33.0″ 동경 127° 37′ 24.0″ / 북위 36.542500° 동경 127.623333° | 구룡산층 최하부, 비봉층 상부 | Cordaites sp., Taeniopteris sp.                 |

## 대전-금산 지역의 옥천 누층군

### 대덕리층
대전 지질도폭(1980)에 의하면 금산군 진산면 막현리, 대전광역시 장안동 남부, 논산시 벌곡면 만목리, 대덕리 일대에 향사습곡 구조로 분포하며 주로 녹색 천매암으로 구성되고 규암이 협재된다. 창리층을 정합으로 덮으며 석영반암에 의해 관입당했다.

### 마전리층
대전 지질도폭(1980)에 의하면 마전리층은 금산군 추부면 마전리를 표식지로 하여 북동-남서 뱡향으로 분포하며 그 외 암회색/회백색 결정질 석회암, 석회질점판암, 석회규산염암의 호층으로 구성된다. 금산 지질도폭(1978)에 의하면 금산군 남이면 건천리에서 추부면 용지리 금성산까지 분포하며 석회암과 석회규산염암으로 구성된다.
마전리층
- 금산군 남이면 건천리, 지방도 제635호선 도로변
북위 36° 04′ 02.2″ 동경 127° 23′ 31.6″ / 북위 36.067278°  동경 127.392111°
- 금산군 남이면 건천리, 지방도 제635호선 도로변
북위 36° 04′ 03.0″ 동경 127° 23′ 22.9″ / 북위 36.067500°  동경 127.389694°
- 금산군 진산면 오항리, 지방도 제635호선 도로변
북위 36° 05′ 23.4″ 동경 127° 21′ 36.8″ / 북위 36.089833°  동경 127.360222°

### 향산리층
대전 지질도폭(1980)에 의하면 향산리층은 대전광역시 서구 원정동, 우명동, 논산시 벌곡면 덕목리, 한삼천리, 양산리에 분포하며 흑운모편암, 천매암, 규암으로 구성된다. 지층의 주향은 북동 30° 내지 55°이며 남쪽으로 30° 내지 52° 경사하고 마전리층에 의해 덮인다.

### 임순복 외의 분류
임순복 외(2006)는 금산군 진산면~복수면 지역에 분포하는 옥천 누층군 변성퇴적암을 비공식적으로 밑에서부터 F층, A층, B층, C층, 비봉층 5개 지층으로 구분하였다. 이 연구에서 습곡에 의해서만 반복 분포되었다는 종전의 해석과 달리 A층을 제외한 나머지 모든 지층이 영월인편상구조대와 같이 충상단층에 의해 여러 번 반복 노출되어 있음이 밝혀졌다.
- F층은 금산 지질도폭(1978)의 창리층 및 문주리층에, 대전 지질도폭(1980)의 창리층 일부에 해당한다. 이 지층은 (암)회색의 사암, 실트스톤, 셰일로 구성되며 흑색의 점판암과 셰일이 협재된다. F층은 C층에 의해 부정합으로 덮인 것 말고는 상하한이 확인되지 않았으나 두께는 최소 700 m 이상이다. 대략 문주리층, 운교리층, 서창리층의 일부에 대비될 것으로 추정된다.[57]
- A층은 진산면 묵산리의 오대산(643.8 m) 일대에 두께 250 m로 소규모 분포하며 금산 지질도폭(1980)의 오대산 규암층에 해당한다. 이 지층은 주로 유백색~담회색의 (함력)규암 및 규질사암으로 구성되며 드물게 (암)회색~흑색의 사암, 실트스톤, 셰일을 협재한다. 이 지층은 임순복 외(2005)가 완주군 비봉~연산 지역에서 설정한 A층과 비슷하다. A층은 다른 지층과 모두 단층으로 접해 상하한이 확인되지 않았다. A층은 지질시대를 추정할 만한 근거가 없으나 대략 조선 누층군 장산 규암층 또는 충청북도의 대향산 규암층에 대비될 것으로 추정된다.[57]
- B층은 진산면 묵산리 배티재~읍내리 남부~부암리 부암소류지와 행정리 일대에 분포한다. 이 지층은 위치상 금산 지질도폭(1978)의 마전리층과 창리층의 일부에 해당하며 담회색~담녹회색의 사암과 암회색~흑색의 실트스톤 및 셰일로 구성되고 곳에 따라 (담)회색의 석회암이 협재된다. B층과 C층은 정합 관계로 판단되며 B층의 드러난 최대 두께는 200 m이다. B층은 층서적 위치와 암상 등을 종합하여 평안 누층군 만항층, 요봉층 또는 갑산층에 대비된다.[57]
- C층은 대체로 마전리층 대부분과 창리층 일부에 해당하며 주로 (암)회색 석회암, 흑색의 점판암과 셰일, 암회색~흑색의 세립사암 및 실트스톤으로 구성되며 지층의 대부분은 판상으로 교호한다. C층과 비봉층은 부정합 관계로 해석되며 C층의 두께는 250~800 m이다. C층에서 육상식물화석 Cordaites sp., Calamites sp., Rhipidopsis panii Chow가 산출되어, C층은 평안 누층군 삼척탄전의 금천층 또는 영월탄전의 판교층~밤치층에 대비되었다.[57]
- 비봉층(飛鳳層, Bibong  Formation)은 회색 사암, 암회색~흑색의 실트스톤, 흑색의 점판암과 셰일로 구성되며 곳에 따라 무연탄과 탄질셰일이 발달한다. 두께 250~300 m의 비봉층 상부에 불연속적으로 1~3매 협재되는 무연탄층은 두께 0.8 m 미만이며 이를 대상으로 1970년대 말까지 진산면 묵산리, 복수면 수영리 수영골 등지에서 소규모의 채탄이 이루어졌다. 비봉층에서는 석탄기 후기~페름기의 육상식물화석 Cordaites sp., Lepidodendron ninghsiaense Sze et Lee, Calamites sp., Noeggerathiopsis sp. 등이 산출되었다. 지층 구성과 퇴적환경의 유사성 등으로 비봉층은 평안 누층군 장성층 내지 미탄층에 대비된다.[57]

| 지역                                                                     | 좌표                                                                      | 지층   | 지질                                         |
| ------------------------------------------------------------------------ | ------------------------------------------------------------------------- | ------ | -------------------------------------------- |
| 진산면 석막리, 말거리마을 북서쪽 750 m 지점                              | 북위 36° 07′ 21.0″ 동경 127° 21′ 48.0″ / 북위 36.122500° 동경 127.363333° | 비봉층 | 비봉층 상부 흑색 셰일층                      |
| 위 지점에서 남서로 500 m 지점                                            | 북위 36° 07′ 08.0″ 동경 127° 21′ 37.0″ / 북위 36.118889° 동경 127.360278° | 비봉층 | 비봉층 상부가 시작되는 층준                  |
| 진산면 배티재 동쪽 675 m, 국도 제17호선 도로변 절개지 피복으로 노두 소멸 | 북위 36° 07′ 36.0″ 동경 127° 20′ 51.0″ / 북위 36.126667° 동경 127.347500° | C층    | 판상 세립사암, 실트스톤, 셰일, 석회암이 교호 |
| 진산면 묵산리 접바위마을 동북동쪽 600 m 지점                             | 북위 36° 09′ 24.0″ 동경 127° 21′ 46.0″ / 북위 36.156667° 동경 127.362778° | 비봉층 | 비봉층 상부셰일대의 하부                     |
| 복수면 수영리 수영골마을 남쪽                                            | 북위 36° 10′ 10.0″ 동경 127° 23′ 22.0″ / 북위 36.169444° 동경 127.389444° | 비봉층 | 비봉층 상부셰일대의 중부                     |
| 진산면 행정리 행정저수지 북쪽 170 m 도로변                               | 북위 36° 09′ 24.0″ 동경 127° 20′ 10.0″ / 북위 36.156667° 동경 127.336111° | 비봉층 | 비봉층 상부셰일대의 하부                     |

## 완주-논산 지역의 옥천 누층군

### 임순복 외의 분류
임순복 외(2005)는 완주군 비봉면~논산시 연무읍 지역에 분포하는 옥천 누층군을 비공식적으로 밑에서부터 F층, A층, B층, C층, 비봉층, E층 6개 지층으로 구분하였다.
- F층은 완주군 비봉면 내월리~화산면 우월리 지역에 북동-남서 방향으로 분포한다. F층 분포지의 양단부는 다른 지층과 단층으로 접해 있고 남동부는 북동 주향의 충상단층에 의해 B층 위에 놓이며 북서부는 북동 주향의 정단층에 의해 B층 내지 C층과 접한다. 이 지층은 회색(풍화면은 녹회색)의 변성세립사암~실트스톤으로 구성되고 드물게 규암화된 사암과 셰일이 협재된다. 지층 내 등사습곡이 발달해 있고 상하한이 확인되지 않아 지층의 전체 두께는 알기 어려우나 최소 1,500 m 이상일 것이다. F층은 충주-괴산 지역의 문주리층에 대비되는 것으로 보인다.
- A층은 비봉면 봉실산(373.6 m)~화산면 구두리 지역에 분포하며 충상단층에 의해 남동부에서 B층과 C층 위로 충상되었고 정단층에 의해 북서부에서 B층과 접한다. A층은 유백색~회색의 (함력)규암 및 규질사암으로 구성되고 암회색 세립사암과 셰일이 협재된다. 규암 및 역질규암이 교호하는 하부대의 두께는 180~220 m, 셰일이 협재된 상부대의 두께는 160~200 m이다.
- B층은 F층을 사이에 두고 양쪽에 나뉘어 분포한다. 남동부의 비봉면~화산면 지역에서는 충상단층의 발달로 4~7회 반복 노출되며 비봉면 사치리~화산면 와룡리 일대에서는 정단층으로 A층과 접하며, 비봉면 소농리~화산면 춘산리 일대에서는 F층이 B층 위로 충상되었다. 북서부의 익산시 왕궁면~논산시 연무읍 지역에서는 충상단층 및 습곡의 발달로 3~4회 반복 노출된다. B층은 상하한이 없으나 드러난 최대 두께는 650 m이다. B층은 평안 누층군 만항층 내지 요봉층에 대비된다.
- C층은 F층을 사이에 두고 양쪽에 나뉘어 분포하며 충상단층에 의해 남동부에서 4~6회, 북서부에서 3회 반복 노출된다. C층은 대부분 천매암화된 암회색~흑색의 사암과 실트스톤 및 셰일로 구성되며 여러 층준에 (암)회색의 석회암이 협재된다. 지층의 두께는 250~400 m이나 여산면 호산리~화산면 운산리 일대에서는 습곡에 의해 지층이 중첩되어 외관상의 두께가 수 km를 넘는다. C층은 평안 누층군 금천층, 판교층 내지 밤치층에 대비된다. C층의 하한은 B층 최상부 규암이 끝나고 암회색~흑색의 세립암이 시작되며 상한은 암회색~흑색대가 끝나고 비봉층의 담회색 사암이 시작되는 부분이다.
- 비봉층(飛鳳層; Bibong  Formation)은 비봉면 사치리~화산면 고성산(374.8 m) 일대에서 충상단층에 의해 3회 반복 노출된다. 두께 250~300 m의 비봉층은 담회색~흑색의 사암과 실트스톤, 점판암, 셰일, 천매암으로 구성되며 일부 층준에 무연탄과 탄질셰일이 협재된다. 특히 비봉면 소농리, 사치리 및 백도리에 분포한 비봉층의 상부에서 식물화석 Lepidodendron sp. cf., Lepidodendron incertum Sze et Lee, Lepidophylloides sp., Cordaites sp. cf., Cordaites vetterii Stockmans et Mathieu, Cordaites sp. 등이 산출되었다. 무연탄층의 협재와 식물화석의 산출에 근거하여 비봉층은 평안 누층군 장성층 또는 미탄층에 대비된다.
- E층은 비봉면 소농리~백도리 일대에 분포하며 충상단층에 의해 2회 반복 노출된다. 두께 약 220~270 m의 E층은 주로 유백색~회색의 사암으로 구성되고 드물게 함력사암이 협재된다. E층의 하한은 비봉층 암회색~흑색대가 끝나고 회색의 사암대가 시작하는 부분이며 상한은 없다. E층은 평안 누층군 함백산층에 대비된다.

## 지질 구조

### 청주시
- 묘암 단층(妙巖斷層)은 청주시 문의면 묘암리에 나타나는 소규모 단층으로 향산리층의 석회암이 변위되어 있다.[79]
- 후곡 단층(後谷斷層)은 청주시 문의면 후곡리를 중심으로 남-북 방향으로 발달하는 단층으로 묘암 단층을 절단시키고 있다. 후곡리에서 단층 서측의 향산리층과 동측의 문주리층을 접하게 한다.[79]

### 보은군
- 아곡 단층(峨谷斷層)은 보은군 내북면 화전리에서 아곡리를 지나 하궁리로 이어지는 남-북 주향, 연장 12.5 km의 단층으로 운교리층, 화전리층, 구룡산층, 이원리층, 문주리층이 변위되어 있으며 수평변위량 1 km, 수직변위량 300 m 내외이다.[78]
- 오곡 충상단층(烏谷衝上斷層)은 보은군 회남면 용호리에서 국사봉층의 표식지 국사봉을 지나 보은군 회인면 애곡리까지 발달하는 충상단층으로 문주리층이 평안 누층군에 대비되는 것으로 추정되는 국사봉층 위로 충상된 것으로 해석된다. 국부적으로는 옥천 누층군의 주향에 평행하며 대전광역시 동구 주촌동에서 화강암에 의해 연장이 끊어진다.[79]
- 염둔리 단층(鹽屯里斷層)은 아곡 단층에 수반된 북서 20°주향의 소규모 수직 단층으로 운교리층, 화전리층, 구룡산층 북서쪽으로 갈수록 변위량이 증가하는 힌지 단층이며 최대 수평변위량은 300 m이다.[78]
- 보은군 내북면 두평리에는 남-북 주향의 정단층이 있어 문주리층과 황강리층이 접하며 수평 변위량은 300 m이다.[78]

## 지역별 지질
- 제천시의 지질
- 충주시의 지질
- 괴산군의 지질
- 문경시의 지질
- 보은군의 지질
- 청주시의 지질
- 옥천군의 지질
- 대전광역시의 지질
- 금산군의 지질
- 논산시의 지질
- 완주군의 지질
- 익산시의 지질

## 같이 보기
- 조선 누층군
- 평안 누층군
- 경상 누층군
- 연일층군
- 한국의 지질